# Taïwan
Pour les articles homonymes, voir République de Chine.
Cet article traite de l'île de Taïwan sous l'angle de l'histoire et de la politique, et de la république de Chine depuis son repli sur cette île. Il aborde tous les domaines concernant ce pays (politique, économie, diplomatie, culture, etc.). Les questions liées à la géographie de l'île sont traitées dans l'article Taïwan (île).
(zh-Hant) 中華民國 
(zh-Latn) 中華民國 
Taïwan (chinois traditionnel : 臺灣 ou 台灣 ; chinois simplifié : 台湾 ; pinyin : Táiwān) désigne de manière usuelle la république de Chine, son nom officiel (中華民國, Zhōnghuá Mínguó). Elle est aussi parfois désignée en tant que république de Chine (Taïwan). Le territoire de cet État souverain de l'Asie de l'Est s'étend sur 168 îles dont la principale est Taïwan, autrefois appelée Formose, est située dans le Nord-Ouest de l’océan Pacifique, entre la mer de Chine méridionale et la mer des Philippines.
Le territoire est bordé au nord-ouest par la république populaire de Chine, au nord-est par le Japon, et au sud par les Philippines.
Aujourd'hui, Taïwan est un pays développé à revenu élevé. Selon les estimations de 2023, son PIB en parité de pouvoir d'achat (PPA) s’élève à environ 1,685 milliards de dollars, ce qui le place au 20ᵉ rang mondial. Le PIB par habitant atteint 72,485 dollars, le classant à la 15ᵉ position. Il est bien classé en matière de libertés civiles, de soins de santé et de développement humain.
Taïwan est habitée depuis au moins 25 000 ans. Les ancêtres des peuples autochtones taïwanais se sont installés sur l’île il y a environ 6 000 ans. Au XVIIᵉ siècle, une immigration chinoise Han à grande échelle a commencé sous la domination coloniale néerlandaise et s’est poursuivie sous le règne du Royaume de Tungning, le premier État principalement Han de l’histoire taïwanaise.
L'île de Taïwan est partiellement conquise par les Mandchous de 1683 à 1895 sous la tutelle des Qing, puis cédée au Japon, par le traité de Shimonoseki (1895), à la suite de la première guerre sino-japonaise. Ce pays entreprend le développement de Taïwan, la dotant d'infrastructures importantes. La République de Chine, qui avait renversé les Qing en 1912 sous la direction de Sun Yat-sen, a repris le contrôle après la reddition du Japon à la fin de la Seconde Guerre mondiale, en 1945. En 1949, le gouvernement de la république contrôlé par le Kuomintang s'y installe, après avoir perdu la guerre civile contre les communistes en Chine continentale. Cette installation s'accompagne d'un transfert massif de population. En mai 1950, Hainan est à son tour occupée par l’armée populaire de libération ; la république de Chine ne contrôle alors plus que l'île de Taïwan et quelques autres territoires insulaires plus petits.
La république de Chine a représenté seule la Chine à l'ONU jusqu'en 1971, date à laquelle elle a été remplacée par la république populaire de Chine. Depuis, Taïwan entretient des relations diplomatiques officielles avec une douzaine de pays, et des relations officieuses avec de nombreux autres dont la république populaire de Chine qui, néanmoins, refuse toute relation diplomatique avec les pays reconnaissant la république de Chine.
De droit, la république de Chine selon les dispositions de sa constitution d'avant 1949 et la république populaire de Chine revendiquent chacune la pleine et légitime souveraineté sur la totalité du territoire chinois et considèrent Taïwan comme une province chinoise. Dans les faits, la république populaire de Chine contrôle la Chine continentale soit 33 divisions administratives dont 22 provinces, tandis que la république de Chine contrôle l'île de Taïwan et quelques archipels mineurs où elle jouit d'une indépendance administrative, politique, diplomatique et militaire.
Cependant l'indépendance de l'île, considérée par Pékin comme un casus belli, notamment pour éviter un conflit armé, n'a jamais été proclamée même si depuis les années 1990, la démocratisation de Taïwan a laissé s'exprimer des contestations de ce statu quo par des mouvements minoritaires, revendiquant soit la séparation, soit l'intégration à la république populaire de Chine.
Le mouvement démocratique de la fin des années 1980 a fait passer Taïwan d'une dictature à parti unique (le Kuomintang) à un État démocratique. Le niveau moyen d'instruction est élevé, le taux de fécondité très bas. Selon les enquêtes annuelles de Reporters sans frontières, Taïwan se classe au premier rang en matière de liberté d'expression et de liberté de média en Asie, et au 35e rang mondial. En 2019, Taïwan est devenu le premier pays d'Asie à légaliser le mariage homosexuel,. En revanche, la république populaire de Chine a gardé une gouvernance autoritaire à parti unique (le Parti communiste chinois) et souhaite étendre ce système à Taïwan.

## Géographie

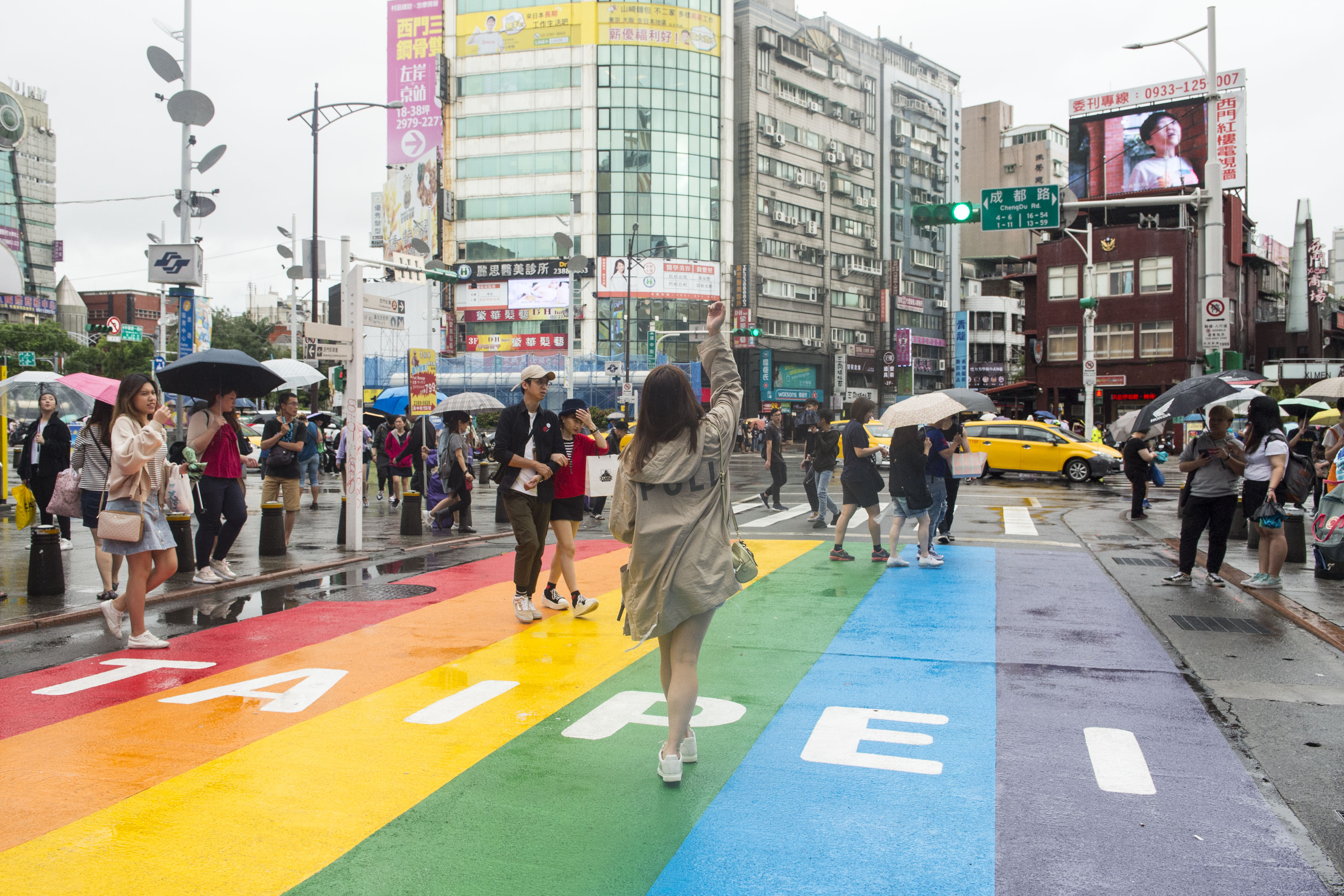
Ximending à Taipei est une attraction touristique célèbre auprès des touristes internationaux et des jeunes.

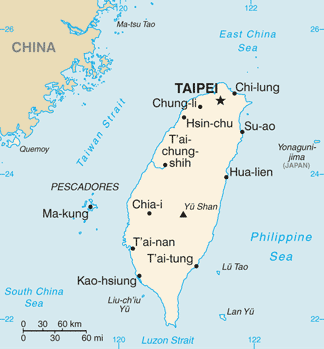
Carte de Taïwan.

## Histoire
Sur le plan politique, l'histoire officielle de la république de Chine débute par la première période républicaine, après la chute de l'empire Qing en 1911 et la proclamation de la République le 1er janvier de l'année suivante. À partir de 1945, elle se confond ensuite avec l'histoire de Taïwan, quand l'île, annexée par l'empire du Japon depuis la première guerre sino-japonaise, est rétrocédée par les Japonais à la suite de leur défaite par l'armée américaine, mettant fin à la Seconde Guerre mondiale.

### Histoire ancienne de l'île de Taïwan
Les traces d'occupation humaine de Taïwan sont anciennes : des restes humains datés au carbone 14 de 30 000 ans ont été retrouvés à Taïwan ; on a donné à ces restes humains le nom d'Homme de Zuozhen. Vers l'an 4000 avant notre ère, les ancêtres des populations austronésiennes actuelles arrivent à Taïwan en provenance du sud-est de la Chine. Selon la théorie dite Out of Taiwan (« sortie de Taïwan »), ils peuplent ensuite les Philippines vers 2500 av. J.-C., puis d'autres régions d'Asie du Sud-Est.
Les populations anciennes de Taïwan sont proches génétiquement des anciennes populations de la culture Lapita. Elles partagent également beaucoup d'allèles avec les populations du sud de la Chine de langues taï-kadaï. Ces résultats renforcent l'hypothèse selon laquelle les populations de langue taï-kadaï sont à l'origine de l'arrivée de l'agriculture dans l'île il y a près de 5 000 ans.
Les cultures austronésiennes à Taïwan se développent sans ingérence extérieure majeure jusqu’au début du XVIIe siècle et l’arrivée des Européens.
En 1542, une expédition portugaise en route vers le Japon (sans doute de Fernão Mendes Pinto) aperçut pour la première fois l'île, à 180 km des côtes chinoises. Face aux falaises luxuriantes qui transperçaient l'azur, les marins ne purent que s'exclamer : « Ilha formosa! », « La belle île ! ». Une légende qui explique l'origine du nom qu'on donna à cette terre à l'époque : Formose.
En 1626, le gouverneur général (espagnol) des Philippines envoya une expédition sous la conduite du capitaine Antonio Carreño, avec le père Bartolomé Martínez, qui avait déjà visité auparavant la côte de la Formose. Cette expédition parcourut la côte de l'île, et mouilla l'ancre dans le port de Keelung, où ils fondèrent la ville de San Salvador, en lui donnant le nom de la fête tous les Saints[Quoi ?] et en créant en 1632 quelques missions chrétiennes très actives.[réf. nécessaire]
Les Néerlandais qui entreprennent la colonisation de l’île encouragent la migration chinoise à ses débuts, notamment dans le but de cultiver les terres. Cette migration s'accélère et entraîne un changement irrémédiable pour les populations aborigènes et pour l'avenir de l'île, en particulier à travers le métissage de la population. Zheng Chenggong, plus connu en Occident sous le nom de Koxinga, chasse les Néerlandais de Taïwan en 1662 et la migration chinoise continue vers l'île. Pourtant, Zheng Chenggong, fidèle à la dynastie Ming chassée de la gouvernance de la Chine par les Mandchous, puis son fils Zheng Jing considèrent alors surtout Taïwan comme une base arrière en vue de reconquérir la Chine continentale. Les estimations donnent à l'époque des Zheng une population de 100 000 Chinois, contre 50 000 à l’époque des Néerlandais, et autant d'aborigènes. Cette migration étant à ses débuts quasi exclusivement masculine, beaucoup de Chinois prendront comme épouses des aborigènes. Taïwan est prise aux Zheng par les Mandchous (dynastie Qing) en 1683 et reste sous son contrôle, jusqu'en 1895. Initialement considérée comme une simple possession chinoise, objet de rébellions fréquentes, elle devient une province indépendante en 1887. Au début du XIXe siècle, Taïwan compte déjà plus de deux millions de Chinois.

### Ère industrielle, colonisation européenne puis japonaise
Lors de la guerre franco-chinoise, la France bombarde Formose en août 1884, puis en 1885 assure son blocus avant de débarquer sur les îles Pescadores. En 1885, comprenant l'importance stratégique de l’île, les Qing élèvent Taïwan au rang de Province et Liu Mingchuan en devient le premier gouverneur.
En 1895, à la suite de la défaite face à l'empire du Japon dans la première guerre sino-japonaise, la Chine signe le traité de Shimonoseki, par lequel elle cède Taïwan ainsi que les îles Pescadores (îles Penghu) au Japon. Taïwan déclare alors son indépendance en mai 1895 sous le nom de république de Taïwan mais ne résiste que quelques mois, jusqu'en octobre 1895, à la prise de contrôle de l'île par le Japon. Taïwan fera ainsi partie pendant 50 ans de l’empire colonial japonais qui y pratique une politique d'assimilation. À la fin de la Seconde Guerre mondiale, les troupes japonaises se rendent à l'armée américaine (voir Capitulation du Japon), le 25 octobre 1945 (voir Jour de la Rétrocession), et sont alors contraintes de rendre Taïwan et les îles Pescadores à la république de Chine, tout en plaçant ces dernières sous tutelle des États-Unis, ce qui a été confirmé par le traité de San Francisco, signé en 1951 entre les États-Unis et le Japon.

### Régime de Tchang Kaï-chek à Taïwan

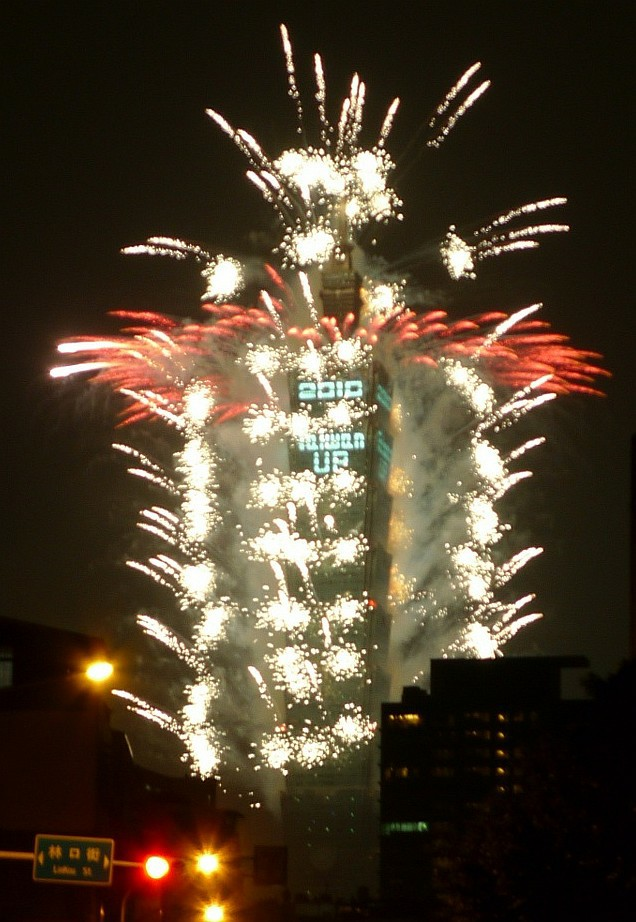
Feu d'artifice sur la tour Taipei 101. En 2011, de grandes célébrations sont organisées à Taïwan pour fêter le de la fondation de la république de Chine.

Les troupes du Parti nationaliste chinois (Kuomintang) de Tchang Kaï-chek arrivent à Taïwan en 1945, dès le retrait des troupes japonaises, et la république de Chine recommence à gouverner l’île. L’île a été globalement épargnée par les destructions. À leur arrivée, les soldats chinois s'en étonnent et décrivent un pays développé et presque intact. Rapidement toutefois, des pénuries alimentaires apparaissent et des épidémies de peste bubonique et de choléra se propagent.
Très vite, le malaise s’installe entre les nouveaux venus et la population taïwanaise et le 28 février 1947 éclatent, sous le nom d'Incident 228, des émeutes et leur violente répression, provoquant la mort d'environ 30 000 Taïwanais, et la loi martiale est proclamée, c'est le début de la « Terreur blanche ». Après sa défaite face au Parti communiste chinois de Mao Zedong, Tchang Kaï-chek se replie à Taïwan en décembre 1949, avec près de deux millions de continentaux qui fuient le nouveau régime.
Tchang Kaï-chek reprend la présidence à vie de manière officielle en mars 1950. Taïwan vivra alors pendant plusieurs décennies sous une dictature dirigée par le Kuomintang, avec l'appui des États-Unis, qui visait encore à cette époque la reconquête de la Chine continentale, Taipei n'étant considérée que comme capitale administrative provisoire en attendant le retour à Nankin,,.
En 1971, à la suite d'une demande formulée par 17 de ses membres, puis du rejet par la république populaire de Chine d'une proposition des États-Unis de reconnaître les deux nations chinoises, l'ONU vote la résolution 2758, par laquelle la république de Chine perd son siège au profit de la république populaire de Chine, qui devient le seul représentant de la Chine à l’ONU.
En 1978, Chiang Ching-kuo, fils de Tchang Kaï-chek mort trois ans plus tôt, devient le président de la république de Chine. Le régime, très autoritaire, s'assouplit peu à peu, comme en témoigne l'émergence d'un nouveau cinéma taïwanais (représenté par des cinéastes comme Hou Hsiao-hsien, Edward Yang et Tsai Ming-liang entre autres), qui aborde des questions historiques et d'identité de l'île. La parole devient plus libre, pour aboutir en 1987 à la levée de la loi martiale. En 1988, Lee Teng-hui lui succède et continue sa politique.

### Régime démocratique

Résultat de l'élection présidentielle de 2024.

Dans les années 1980 et 1990, Taïwan évolue vers la démocratie.
Le premier parti d'opposition, le Parti démocrate progressiste (Minjindang) est créé en 1986. En 1996, Lee Teng-hui organise la première élection présidentielle au suffrage universel direct, qu'il remporte largement.
En 2000, l'opposition de Chen Shui-bian et la coalition pan-verte gagnent les élections : Chen Shui-bian est le premier président du pays à ne pas appartenir au Kuomintang. Il entreprend la consolidation de l'identité taïwanaise.
En 2004, il est réélu de justesse au cours d'une élection controversée et à la suite d'une tentative d'assassinat contre lui-même et la vice-présidente Annette Lu.
Le 3 décembre 2005, le Kuomintang sort largement vainqueur des élections régionales.
En mars 2008, Ma Ying-jeou, candidat du Kuomintang, est élu à la présidence de la République. Il est réélu pour un second mandat le 14 janvier 2012 avec 51,6 % des voix contre la candidate du Parti démocrate progressiste Tsai Ing-wen.
En janvier 2016, le parti démocrate progressiste remporte à la fois les élections présidentielles et législatives, ce qui ne s'était encore jamais produit. L'indépendantiste Tsai Ing-wen remporte l’élection présidentielle avec 56 % des voix contre 31 % pour Eric Chu, le candidat du parti jusqu’ici au pouvoir, le Kuomintang. Tsai Ing-wen devient par ailleurs la première femme présidente de Taïwan. Le Parti démocrate progressiste (Minjindang) dont elle est issue remporte de son côté 68 des 113 sièges du Parlement, lui offrant ainsi une majorité parlementaire solide.
Deux ans plus tard, lors des élections provinciales et municipales du 24 novembre 2018, le parti démocrate progressiste sort perdant du scrutin, ne conservant que six sièges municipaux sur 22, tandis que 15 sièges reviennent au Kuomintang.
Le 11 janvier 2020, Tsai Ing-wen est néanmoins réélue avec 57,1 % des voix et un taux de participation record de 74,9 % devant Han Kuo-yu, le candidat pro-Pékin. Avec 61 députés sur 113, son parti conserve la majorité au parlement malgré la perte de sept sièges.

## Politique

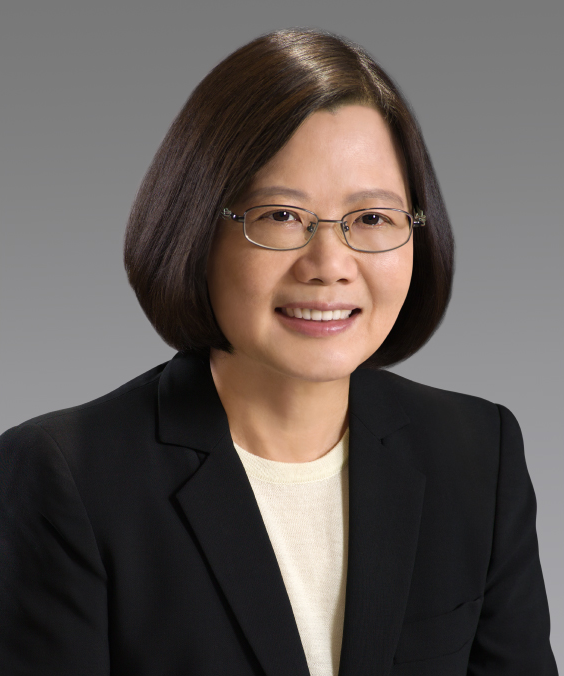
Tsai Ing-wen, présidente de 2016 à 2024 (2 mandats).

Depuis la fin du XXe siècle, quatre partis politiques majeurs sont présents. Le Kuomintang est au pouvoir de 1950 à 2000. Le Parti démocrate progressiste (Minjindang) gagne les élections en 2000 et conserve sa place à la suite du scrutin de 2004.
Jusqu'à la fin des années 1980, les principaux responsables politiques taïwanais étaient pratiquement tous recrutés au sein de la minorité des héritiers de la défaite de 1949, au détriment des Taïwanais de souche. Alors que le président Chiang Ching-kuo décède en 1988, son vice-président, Lee Teng-hui, lui succède ; ce dernier est alors le premier Taïwanais de souche à accéder au rang de président de la république.
En 2008, de nouvelles élections ramènent au pouvoir le Kuomintang. Les deux autres partis d'importance sont le Parti du peuple d'abord (Qinmindang, allié au Kuomintang dans la coalition pan-bleue) et l'Union pour la solidarité de Taïwan, partenaire du Minjingdang au sein de la coalition pan-verte. Le candidat du Kuomintang est réélu en janvier 2012 et obtient la majorité au parlement.
Le 16 janvier 2016, Tsai Ing-wen, candidate du Parti démocrate progressiste (PDP) remporte l'élection présidentielle avec 56,12 % des voix et devient la première femme à la tête de l’État. Son parti remporte dans le même temps les élections parlementaires en obtenant 68 des 113 sièges du Yuan législatif. En janvier 2020, elle est réélue et son parti conserve la majorité au parlement. Le Kuomintang, parti historique, reste dans l'opposition. En 2024, elle ne peut se représenter à cause de la limite à 2 mandats. Son vice-président Lai Ching-te est élu avec une majorité relative et le PDP perd sa majorité au parlement.
Les relations avec la Chine continentale sont une des préoccupations prioritaires de la politique de Taïwan pour des raisons historiques, sociologiques (de nombreux Taïwanais ont leur famille ou travaillent sur le continent) et géographiques.
La question de l'indépendance formelle de Taïwan vis-à-vis de la république populaire de Chine est épineuse mais centrale au sein de la société. La classe politique doit en effet conjuguer les pressions de Pékin qui cherche une réunification et le sentiment de la population qui se veut plus distant de cette idée. Un sondage du 30 mai 2016 mené par le Taiwan Indicators Survey Research indique en effet que 52,6 % des habitants seraient favorables à une indépendance officielle, 30,9 % y seraient opposés et 16,5 % seraient indécis. La proportion des personnes favorables à l'indépendance est encore plus forte chez les 20-29 ans et s'élève à 72 %, ce qui représente un réel défi pour les relations entre la république populaire de Chine et les autorités de Taïwan dans les années à venir.

### Institutions
L'administration de la république de Chine est organisée selon trois niveaux :
- le niveau central ;
- le niveau provincial ;
- le niveau de district et municipal.

Au niveau central la séparation des pouvoirs est assurée par la présidence de la République et les cinq Yuans :
- le Yuan exécutif ;
- le Yuan législatif ;
- le Yuan judiciaire ;
- le Yuan des Examens ;
- le Yuan de contrôle.

Les prérogatives de l'Assemblée nationale (établie en 1947 par la Constitution de la république de Chine et transplantée à Taïwan en 1949) ont été progressivement transférées au Yuan législatif. L'Assemblée nationale a officiellement été supprimée en 2005.

#### Subdivisions de la république de Chine
Depuis 2014, la république de Chine est divisée en six municipalités spéciales, trois villes de niveau provincial et 13 comtés, dont trois ne sont pas situés sur l'île de Taïwan (comtés de Penghu, de Kinmen et de Lienchiang). À part les six municipalités spéciales qui sont dirigées directement par l'administration centrale, le reste de ses subdivisions administratives est théoriquement réparti sur deux provinces : celle de Taïwan et celle du Fujian. Or, la Constitution amendée en 1996 a abrogé largement l'autonomie des provinces et leurs fonctions ; les lois concernant l'autonomie des provinces et des comtés ont été abolies. Dès lors, les lois du gouvernement local sont entrées en vigueur et les comtés sont désormais contrôlés par le ministère de l'Intérieur.

### Statut

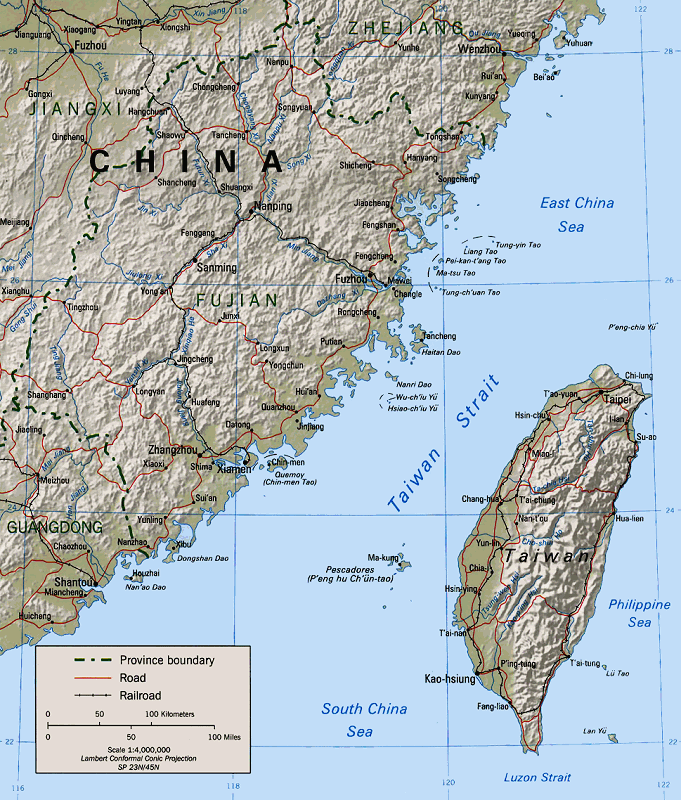
Région dirigée par le gouvernement de la république de Chine.

La Constitution de la république de Chine dispose qu’elle est le seul gouvernement légal de la Chine (vue comme une entité incluant Taïwan et la Chine continentale). Toutefois, depuis les années 1990, Taïwan ne réclame plus la souveraineté sur le continent.
Taïwan est un État indépendant de facto, sans que l’indépendance ait jamais été officiellement proclamée,. Sujet politique par excellence, les différents partis (coalition pan-bleue, coalition pan-verte et d'autres partis) de l’île se définissent principalement par rapport à cette question.
Dans le cadre de la politique d'une seule Chine, la république populaire de Chine considère Taïwan comme sa 23e province. Elle gère ses relations avec les « autorités de Taïwan » via le bureau des affaires taïwanaises. De nombreux pays reconnaissent la « politique d’une seule Chine » de Pékin, en raison de son importance économique et des pressions qu'elle exerce pour isoler Taïwan sur la scène internationale. Ces pressions ont entraîné, par exemple, l'exclusion de Taïwan de l’Organisation mondiale de la santé, ce qui a posé des problèmes lors de crises sanitaires mondiales comme celles du SRAS en 2003 ou de la Covid-19 en 2020.
À la suite des manifestations de 2019-2020 à Hong Kong, Tsai Ing-wen (蔡英文), présidente de Taïwan, affirme son opposition à la formule « un pays deux systèmes » que la république populaire de Chine veut imposer à Taïwan pour justifier une réunification.

#### Place dans les instances internationales
Taïwan souhaite réintégrer les Nations unies dont elle a été exclue le 23 novembre 1971 (ainsi que de toutes les organisations qui en dépendent) au profit de la république populaire de Chine. Toutes ses tentatives de réintégrer l’organisation ont été refusées par l’ONU, du fait de la politique d'une seule Chine imposée par la république populaire de Chine (RPC).
Par ailleurs, un référendum national taïwanais concernant l'adhésion à l'ONU, a été organisé en mars 2008 en même temps que l'élection présidentielle ; environ 95 % des votants étaient favorables à une adhésion à l'ONU, que ce soit sous le nom de Taïwan ou sous tout autre nom qui conviendrait aux instances internationales, mais ce référendum fut cependant un échec du fait d'une trop faible participation : seulement 35,8 % de votants alors qu'il aurait fallu un minimum de 50 % de votants pour que le référendum fût considéré comme valide.
Taïwan dispose du statut d’observateur ou de membre associé auprès de vingt autres organisations intergouvernementales et structures affiliées, telles que l'OMC, l'APEC, l'OCDE, la BID ou encore la BERD.
Taïwan ne fait plus partie du FMI depuis son éviction par la république populaire de Chine en 1980.
De 2009 à 2016 (année de l’élection démocratique de l'indépendantiste Tsai Ing-wen), Taïwan était invité chaque année en tant qu'observateur à l'Assemblée mondiale de la santé, l'organe décisionnel de l'OMS qui dépend des Nations unies,.

#### Relations internationales

##### Relations diplomatiques en cours
Seuls douze États — onze membres de l’Organisation des Nations unies et un non-membre (le Vatican) — ont des relations diplomatiques officielles avec Taïwan :
- Belize (1989)
- Eswatini (1968)
- Guatemala (1960)
- Haïti (1956)
- Îles Marshall (1998)
- Palaos (1999)
- Paraguay (1957)
- Saint-Christophe-et-Niévès (1983)
- Sainte-Lucie (1984–1997, 2007)
- Saint-Vincent-et-les-Grenadines (1981)
- Tuvalu (1979)
- Vatican (1942)

Cependant, en pratique, la plupart des pays, y compris la république populaire de Chine, ont des relations diplomatiques officieuses avec Taïwan, certains par le biais de bureaux de représentation faisant office de consulats.
En revanche, certaines institutions infra-étatiques ont des relations internationales importantes avec Taïwan. C'est le cas de la Région flamande (entité fédérée du royaume de Belgique), qui a conclu un accord pour étendre la coopération sur l’économie numérique, la sécurité des réseaux et d’autres domaines d’intérêt mutuel avec Taïwan le 19 janvier 2022.
En février 2023, cinq parlementaires suisses se rendent à Taïwan pour rencontrer la présidente.

##### Anciennes relations diplomatiques rompues
En janvier 2008, le Malawi a choisi de rompre ses relations avec Taïwan au profit de la république populaire de Chine. Il entretenait des relations diplomatiques avec Taïwan depuis 1966.
Le 14 novembre 2013, la Gambie choisit de rompre aussi ses relations avec Taïwan après dix-huit ans de relations diplomatiques entre les deux pays.
En décembre 2016, Sao Tomé-et-Principe rompt ses relations avec la république de Chine, au profit de la république populaire de Chine,. Ces relations avec le gouvernement taïwanais étaient alors établies depuis 1997.
En juin 2017, Panama décide de rompre ses relations avec Taïwan au profit de la république populaire de Chine. Il entretenait des relations diplomatiques avec Taïwan depuis 1954.
Le 1er mai 2018, la République dominicaine rompt ses relations diplomatiques au profit de la république populaire de Chine. Les deux pays entretenaient des relations depuis 1957.
Le 24 mai 2018, le Burkina Faso annonce par l'intermédiaire de son ministre de l'Intérieur la rupture de ses relations avec Taïwan, après 24 ans de coopération.
Le 21 août 2018, Taïwan annonce la rupture de ses relations diplomatiques avec le Salvador, anticipant ainsi l'ouverture des relations de ce dernier avec les autorités de Pékin. Les deux pays entretenaient des relations diplomatiques depuis 1961.
Le 16 septembre 2019, Taïwan annonce la rupture de ses relations diplomatiques avec les îles Salomon à la suite de l'annonce de cet État du transfert de ses représentations en république populaire de Chine.
Le 20 septembre 2019, les Kiribati rompent leurs relations avec Taipei. Taïwan annonce un retour immédiat des diplomates en poste sur l'archipel.
Le 9 décembre 2021, le Nicaragua annonce établir des relations avec Pékin et rompre celles avec Taïwan, annonçant du même coup considérer « Taïwan comme une partie inaliénable du territoire chinois ».
Le 27 mars 2023, le Honduras établit à son tour des relations diplomatiques avec la Chine populaire, mettant fin à celles avec Taïwan.
Le 15 janvier 2024, Nauru annonce rompre ses relations diplomatiques avec la république de Chine, au profit de la république populaire de Chine ; cet événement intervient deux jours après l'élection présidentielle taïwanaise de 2024, ayant conduit à l'élection du candidat du DPP Lai Ching-te.

### Forme internationale du nom

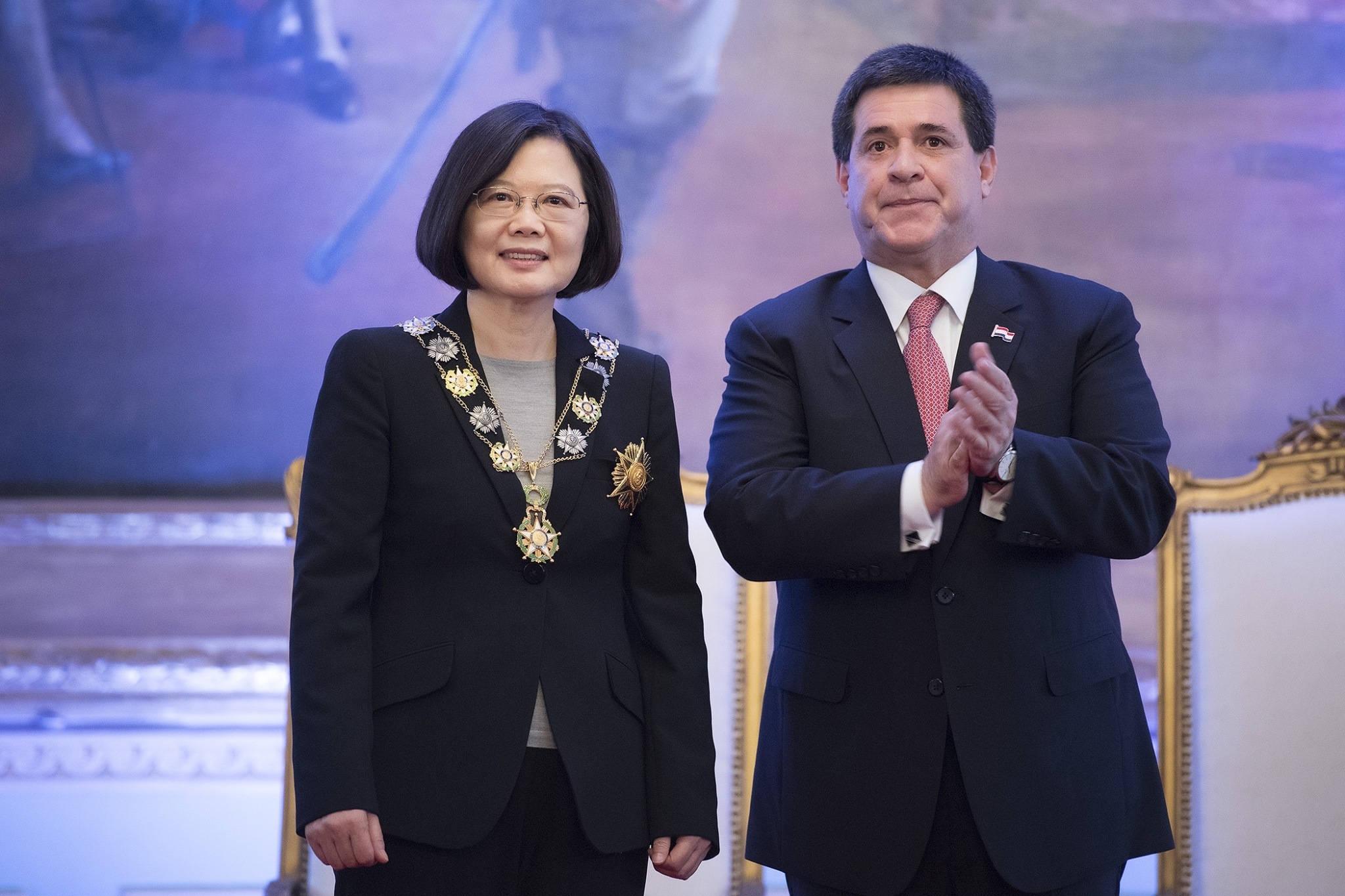
Tsai avec Horacio Cartes, président du Paraguay, le 28 juin 2016.

Le nom officiel en français est république de Chine, chinois traditionnel : 中華民國 ; pinyin : Zhōnghuá Mínguó ; Wade : Chung-hua Min-kuo ; EFEO : Tchong-houa Min-kouo ; litt. « État du peuple de Chine » ; en tongyong pinyin Jhonghuá Mínguó ; en taïwanais Tiong-hoâ Bîn-ko.
Les fédérations sportives taïwanaises participent aux Jeux olympiques et aux compétitions sportives internationales sous l'appellation Chinese Taipei ou Taipei chinois (chinois simplifié : 中华台北 ; chinois traditionnel : 中華臺北 ; pinyin : Zhōnghuá Táibĕi), avec un drapeau spécifique, différent du drapeau de la république de Chine, en raison de l'interdit posé par la république populaire de Chine sur l'appellation « république de Chine ».
En chinois, ce nom est Zhōnghuá Táibĕi (中華台北 ; 中華 : lit. culture chinoise, 台北 : Taipei), « Taipei chinois » ; mais la république populaire de Chine utilise Zhōngguó Táibĕi (中國台北), littéralement « Taipei, Chine », plaçant l'île au même niveau que les régions administratives spéciales de Hong Kong et de Macao dénommées en anglais, notamment sur les timbres-poste, Hong Kong, China, et Macau, China.
Néanmoins, le nom Taïwan était utilisé en chinois pour désigner la préfecture de Taïwan, au XVIIe siècle, jusqu'aux guerres nationalistes du XXe siècle (bien que durant cette période le nom occidental de Taïwan fût Formose, celui des colonisateurs portugais et néerlandais). Officiellement, le nom Taïwan est utilisé par le Centre d'informations Internet de Chine, créé en 1997.

### Revendications territoriales
- Territoires contrôlés
- Territoires revendiqués

La république populaire de Chine se réclame comme étant le seul gouvernement légitime de la Chine et revendique tous les territoires administrés par Taïwan comme faisant partie de son territoire. Réciproquement, la république de Chine, aux termes de sa constitution, revendique non seulement les territoires actuellement administrés par la république populaire de Chine, mais également ceux revendiqués au moment de la révolution chinoise de 1911, qui étaient ceux de l'empire Qing qu'elle a renversé.
Cela inclut des territoires frontaliers, selon elle historiquement territoires chinois, dont l'Aksai Chin actuellement administré par la république populaire de Chine (également revendiqué par l'Inde), l'est du Bhoutan, l'Arunachal Pradesh (également revendiqué par la république populaire de Chine), une partie du nord de la Birmanie, le Haut-Badakhchan au Tadjikistan et le Badakhchan afghan, la partie administrée par la Russie de l'île Heixiazi, le Touva, et soixante-quatre villages à l'est de la rivière Heilongjiang en Russie. Cependant, le gouvernement de la république de Chine ne poursuit plus activement ces revendications à l'heure actuelle.
La république de Chine revendique également des îles dans la mer de Chine méridionale sur la même base que ses autres revendications. Cependant, contrairement à ses revendications sur le continent, le gouvernement de la république de Chine poursuit et défend activement ses revendications sur ces îles. Elles incluent l'intégralité des îles Spratleys, des Paracels, le banc Macclesfield et le récif de Scarborough. Ces îles sont administrées par un certain nombre de gouvernements autour de la mer de Chine méridionale. La république de Chine revendique également les îles Diaoyutai, actuellement administrées par le Japon qui les nomme îles Senkaku.
À la suite du traité d'amitié et d'alliance sino-soviétique signé en 1945, l'indépendance de la Mongolie (aussi appelée Mongolie-Extérieure à Taïwan) est reconnue par la république de Chine le 5 janvier 1946. En février 1953, le gouvernement de la république de Chine, réfugié à Taïwan après la défaite du Kuomintang en 1949, revient sur cette reconnaissance et considère de nouveau la Mongolie comme faisant partie de la Chine.
Depuis le début du XXIe siècle, plusieurs gestes politiques indiquent que Taïwan renonce à ses revendications sur le Tibet et la Mongolie. Les deux visites à Taipei du dalaï-lama, en 1997 et 2001, sont traitées comme des affaires internationales ne relevant pas de la commission ministérielle. En 2002, Taïwan et la Mongolie signent un protocole d’accord pour l’échange de bureaux de représentation. Un mouvement en direction d'une reconnaissance légale de la Mongolie s'engage en 2003. En 2003, le gouvernement indépendantiste taïwanais procède au démantèlement de la commission ministérielle des Affaires mongoles et tibétaines, dont les fonctions sont transférées à la Fondation des échanges Taïwan-Tibet nouvellement créée, qui sert de canal de communication semi-officiel entre Taipei et le gouvernement tibétain en exil à Dharamsala, en Inde. Une déclaration de 2012 du Conseil des affaires continentales (en) réaffirme que Taïwan prend acte que la Mongolie est reconnue comme un pays indépendant par la communauté internationale. En 2017, le journal Liberty Times (en) rappelle que la république de Chine avait déjà reconnu l'indépendance de la Mongolie quand la Constitution a été promulguée en 1946.
Tsai Ing-wen est élue présidente en 2016, et réélue en 2020. « Tout comme sa formation politique, le Parti démocratique progressiste, qui milite traditionnellement pour l’indépendance, Tsai Ing-wen rejette le principe de l’unité de l’île et du continent au sein d’une même Chine ».

### Armée
L'Armée de la république de Chine trouve ses origines dans l'Armée nationale révolutionnaire, établie par Sun Yat-sen en 1925 dans la province du Guangdong afin de réunifier la Chine sous le Kuomintang. Lorsque l'Armée populaire de libération a remporté la guerre civile chinoise, une grande partie de l'Armée nationale révolutionnaire s'est repliée à Taïwan avec le gouvernement. Elle fut ensuite réformée pour devenir l'Armée de la république de Chine. Les unités qui se sont rendues et sont restées en Chine continentale ont été soit dissoutes, soit intégrées à l'Armée populaire de libération.
De 1949 aux années 1970, la mission principale de l'armée taïwanaise était de « reprendre la Chine continentale » dans le cadre du projet de Gloire nationale. Étant donné que cette mission a évolué pour ne plus inclure une attaque directe en raison de l'augmentation massive de la force relative de la république populaire, l'armée de république de Chine a commencé à accorder davantage d'importance à la force aérienne et à la marine. Le contrôle des forces armées est également passé entre les mains du gouvernement civil,.
Depuis les années 1990, la république de Chine a entrepris une série de plans de réduction des effectifs militaires, dont le Jingshi An (programme de rationalisation), qui a permis de réduire ses forces militaires d'un effectif de 450 000 en 1997 à 380 000 en 2001. En 2021 , l'effectif total des forces armées est plafonné à 215 000, avec un taux d'encadrement de 90 % pour les militaires volontaires. La conscription reste universelle pour les hommes qualifiés atteignant l'âge de dix-huit ans, mais dans le cadre des efforts de réduction, beaucoup ont l'opportunité de remplir leur obligation de service militaire par le biais du service alternatif et sont dirigés vers des agences gouvernementales ou des industries liées à la défense. Taïwan a réduit le service militaire obligatoire à quatre mois en 2013, mais le prolongera à un an en 2024,. Le nombre de réservistes militaires est d'environ 2,5 millions, dont 300 000 réservistes de première vague en 2022. Les dépenses de défense de Taïwan en pourcentage de son PIB sont passées sous la barre des trois pour cent en 1999 et ont continué à diminuer au cours des deux premières décennies du XXIe siècle,. En 2013, le gouvernement de la république de Chine consacrait environ deux pour cent du PIB à la défense et n'a pas réussi à augmenter cette dépense jusqu'au niveau de trois pour cent du PIB proposé,,. En 2022, Taïwan a proposé de consacrer 2,4 pour cent du PIB prévu aux dépenses de défense pour l'année suivante, restant ainsi en dessous de trois pour cent.
En 1954, la république de Chine et les États-Unis signent le traité de défense mutuelle sino-américain et établissent le commandement de défense Taïwan-États-Unis. Environ 30 000 soldats américains étaient stationnés à Taïwan, jusqu'à ce que les États-Unis établissent des relations diplomatiques avec la république populaire de Chine en 1979. Le Taiwan Relations Act est adopté le 10 avril 1979 par le Congrès des États-Unis après l'établissement de relations diplomatiques entre la république populaire de Chine et les États-Unis. Dans ce pacte, il est notamment question de la vente d'armes entre les États-Unis et Taïwan. Ce type de relation commerciale avec les États-Unis est la source de tensions croissantes avec la république populaire de Chine. En effet, celle-ci considère ces échanges comme une volonté d'ingérence de la part des États-Unis dans ses affaires internes. Les États-Unis continuent de fournir des armes de défense à Taïwan en vertu de la loi sur les relations avec Taïwan. Fin 2024, le président américain Joe Biden approuve une aide militaire de 571 millions de dollars (articles et services militaires afin de fournir une assistance).
Par le passé, la France et les Pays-Bas ont également vendu des armes et du matériel militaire à la république de Chine, mais ces ventes ont presque cessé dans les années 1990 sous la pression de la république populaire de Chine,. La France a vendu des frégates de la classe La Fayette, des avions Dassault Mirage 2000 et des missiles à Taïwan. La vente en 1991 de frégates par Thomson-CSF, aujourd'hui Thales, a fait l'objet d'une suspicion de rétro commissions. La marine taïwanaise a décidé de moderniser les frégates La Fayette en les équipant d'un nouveau système de missiles lance-leurres. Le marché, d'un montant d'environ 25 millions d'euros, a été confié à DCI.DESCO, consultant en défense français. L'opération est prévue d'avril à janvier 2023.
Il n'y a aucune garantie dans la loi sur les relations avec Taïwan ou dans tout autre traité que les États-Unis défendront Taïwan, même en cas d'invasion. À plusieurs reprises en 2021 et 2022, le président américain Joe Biden a déclaré que les États-Unis interviendraient si la Chine tentait d'envahir Taïwan,,,. Cependant, lorsque des responsables de la Maison-Blanche ont été interrogés sur cette déclaration, ils ont insisté sur le fait que la politique américaine concernant Taïwan n'avait pas changé,. La déclaration commune sur la sécurité entre les États-Unis et le Japon, signée en 1996, peut impliquer que le Japon serait impliqué dans toute réponse. Cependant, le Japon a refusé de stipuler si la « zone entourant le Japon » mentionnée dans le pacte inclut Taïwan, et l'objectif précis du pacte n'est pas clair. Le traité de sécurité entre l'Australie, la Nouvelle-Zélande et les États-Unis (ANZUS Treaty) pourrait signifier que d'autres alliés des États-Unis, comme l'Australie, pourraient théoriquement être impliqués,. Bien que cela risque de porter atteinte aux liens économiques avec la Chine, un conflit concernant Taïwan pourrait entraîner un blocus économique de la Chine par une coalition plus large,,,,.

### Société
En 2022, Taïwan est classé 14e sur l'indice de liberté humaine (en) établi par le Cato Institute, l'institut Fraser et la Fondation Friedrich-Naumann pour la liberté (12e pour la composante relative à la liberté des personnes et 24e pour les libertés économiques ; les scores portent sur l'année 2020).
La participation des femmes à la vie politique figure parmi les meilleures au monde.
En mai 2019, Taïwan devient le premier pays d'Asie à légaliser le mariage homosexuel. En mai 2020, la Cour constitutionnelle taïwanaise dépénalise l'adultère.
Taïwan pratique la peine de mort. Trente-cinq prisonniers ont été exécutés depuis 2010, date à laquelle Taïwan a repris les exécutions après une interruption de quatre ans.

#### Éducation
- Taux d’alphabétisation (au-dessus de 15 ans) : 98,5 % (2014).
- Budget de l’éducation : 19 % des dépenses publiques, soit 4,5 % du PIB (2008).
- Instituts d’enseignement supérieur : 162 (147 universités et 15 lycées professionnels).
- Effectifs étudiants : 1,3 million dont 181 000 en programme de master et 33 000 en programme de doctorat.
- Étudiants taïwanais à l’étranger[e] (2009) : 33 629, dont 6 859 dans l'Union européenne et 15 594 aux États-Unis.

## Démographie
Au dernier recensement de mars 2020, le pays comptait 23 603 121 habitants soit 651,9 habitants/km2. L'espérance de vie est élevée (76 ans pour les hommes, 83 pour les femmes), mais la population vieillit rapidement. Le taux de fécondité, à peine plus d'un enfant par femme, est parmi les plus bas au monde.
La population taïwanaise est constituée à plus de 95 % de Chinois Han, auxquels s'ajoutent 580 000 aborigènes appartenant aux tribus d'origine austronésienne reconnues par le gouvernement.
Le peuplement de l’île s’est opéré en trois phases principales :
1. Les Austronésiens arrivent à Taïwan il y a 6 000 ans par vagues successives depuis les plaines côtières de la Chine du Sud ;
2. Immigration d’habitants du Fujian puis du Guangdong, à partir du XVIIe siècle et jusqu'au XIXe siècle ;
3. XXe siècle : arrivée de près de deux millions de Chinois entre 1945 et 1949.

Les nouveaux immigrants et les travailleurs étrangers, originaires principalement de la Chine et de l'Asie du Sud-Est, sont au nombre de près d'un million.
Avec la crise de Hong Kong, 11 173 Hongkongais ont obtenu un titre de séjour court à Taïwan et 1 685 un droit de résidence permanente en 2021.

### Villes
| (01) Taipei           | (09) Comté de Changhua | (17) Comté de Yilan      |
| (02) Nouveau Taipei   | (10) Comté de Nantou   | (18) Comté de Hualien    |
| (03) Keelung          | (11) Comté de Yunlin   | (19) Comté de Taitung    |
| (04) Taoyuan          | (12) Comté de Chiayi   | (20) Comté de Penghu     |
| (05) Hsinchu          | (13) Chiayi            | (21) Comté de Kinmen     |
| (06) Comté de Hsinchu | (14) Tainan            | (22) Comté de Lienchiang |
| (07) Comté de Miaoli  | (15) Kaohsiung         |                          |
| (08) Taichung         | (16) Comté de Pingtung |                          |

Les principales villes de Taïwan classées par ordre décroissant d’habitants sont (chiffres d'août 2019) :
- Nouveau Taipei : 4,0 millions ;
- Taichung : 2,8 millions ;
- Kaohsiung : 2,7 millions ;
- Taipei : 2,6 millions ;
- Taoyuan : 2,2 millions ;
- Tainan : 1,8 million.

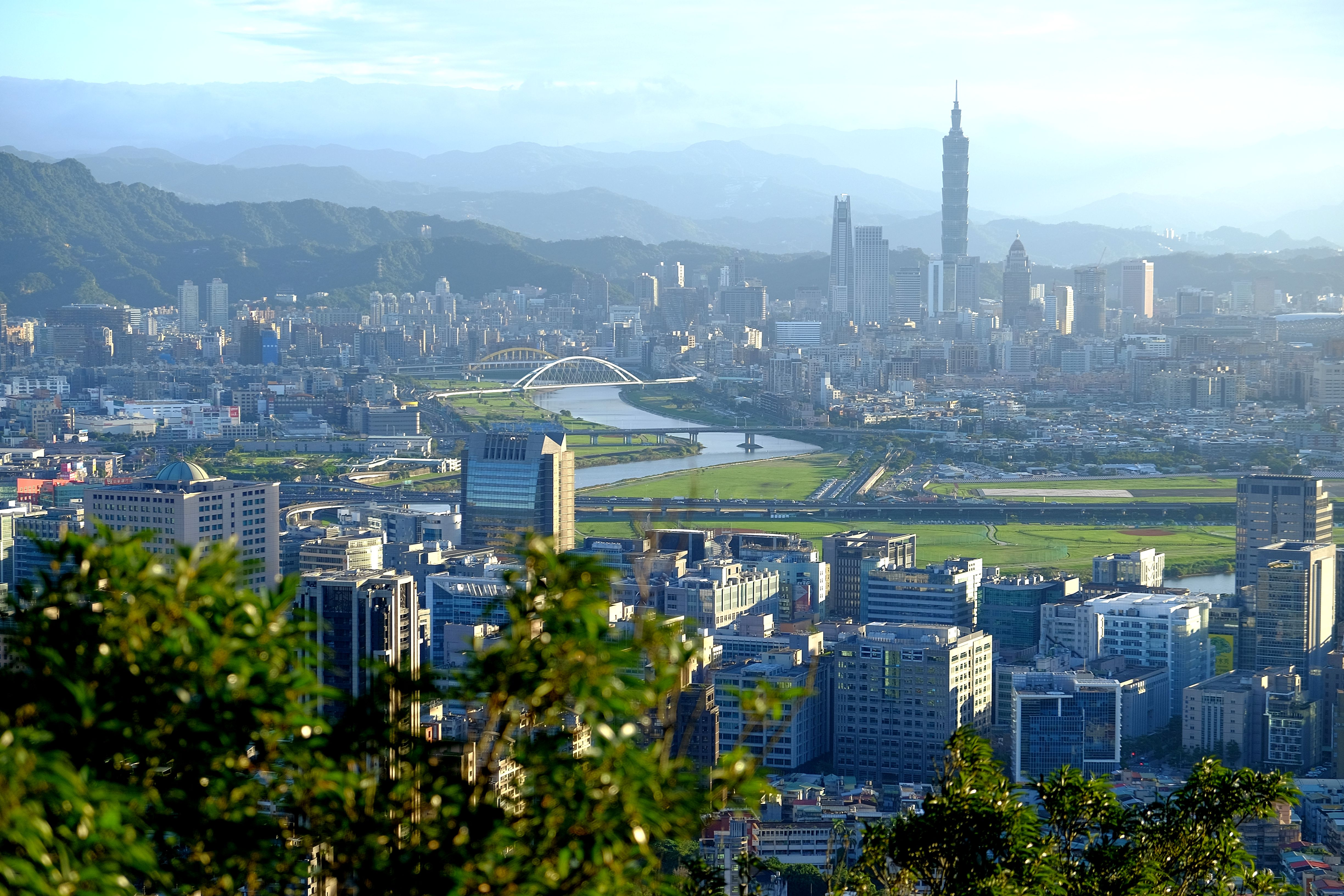
Taipei
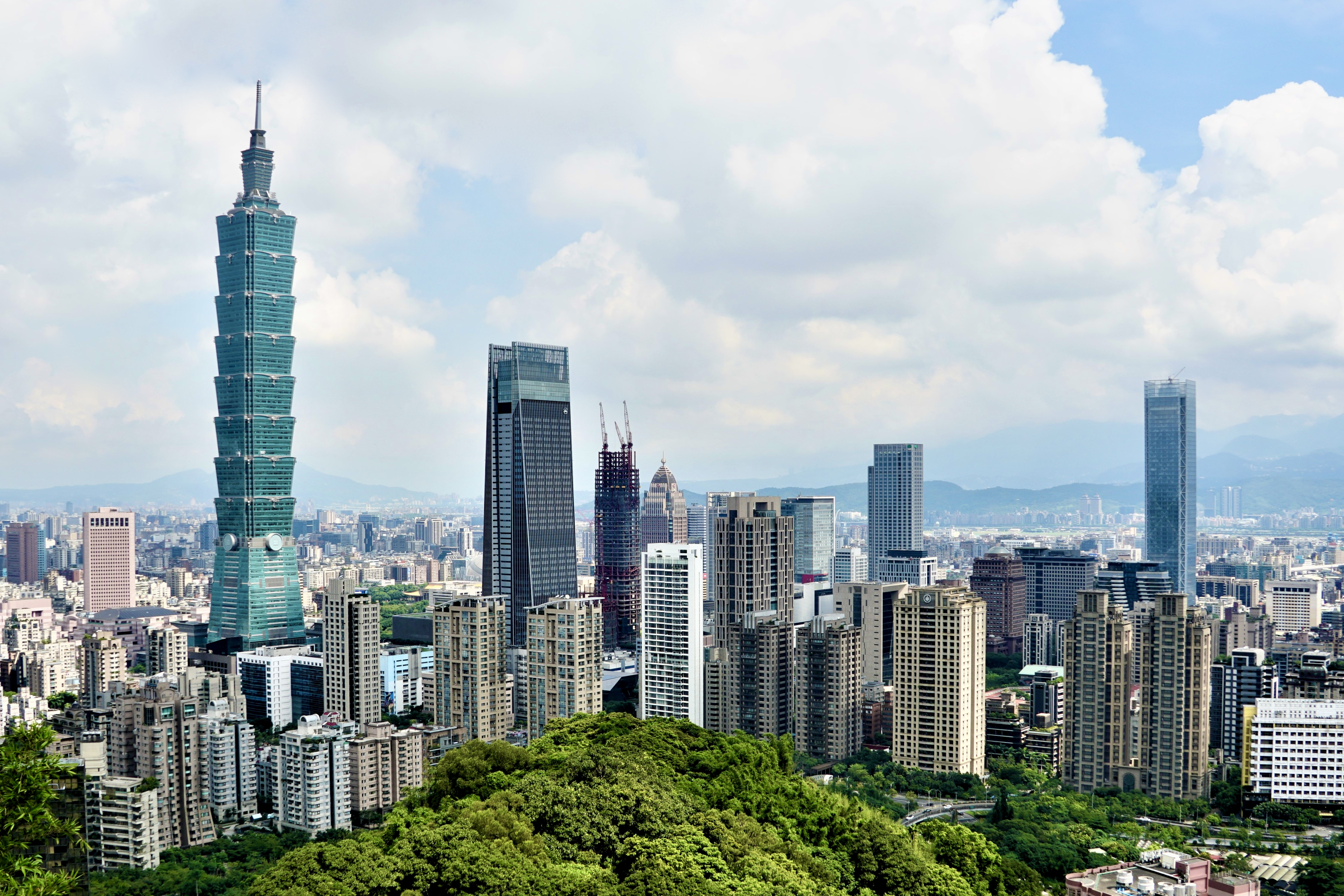
Taipei
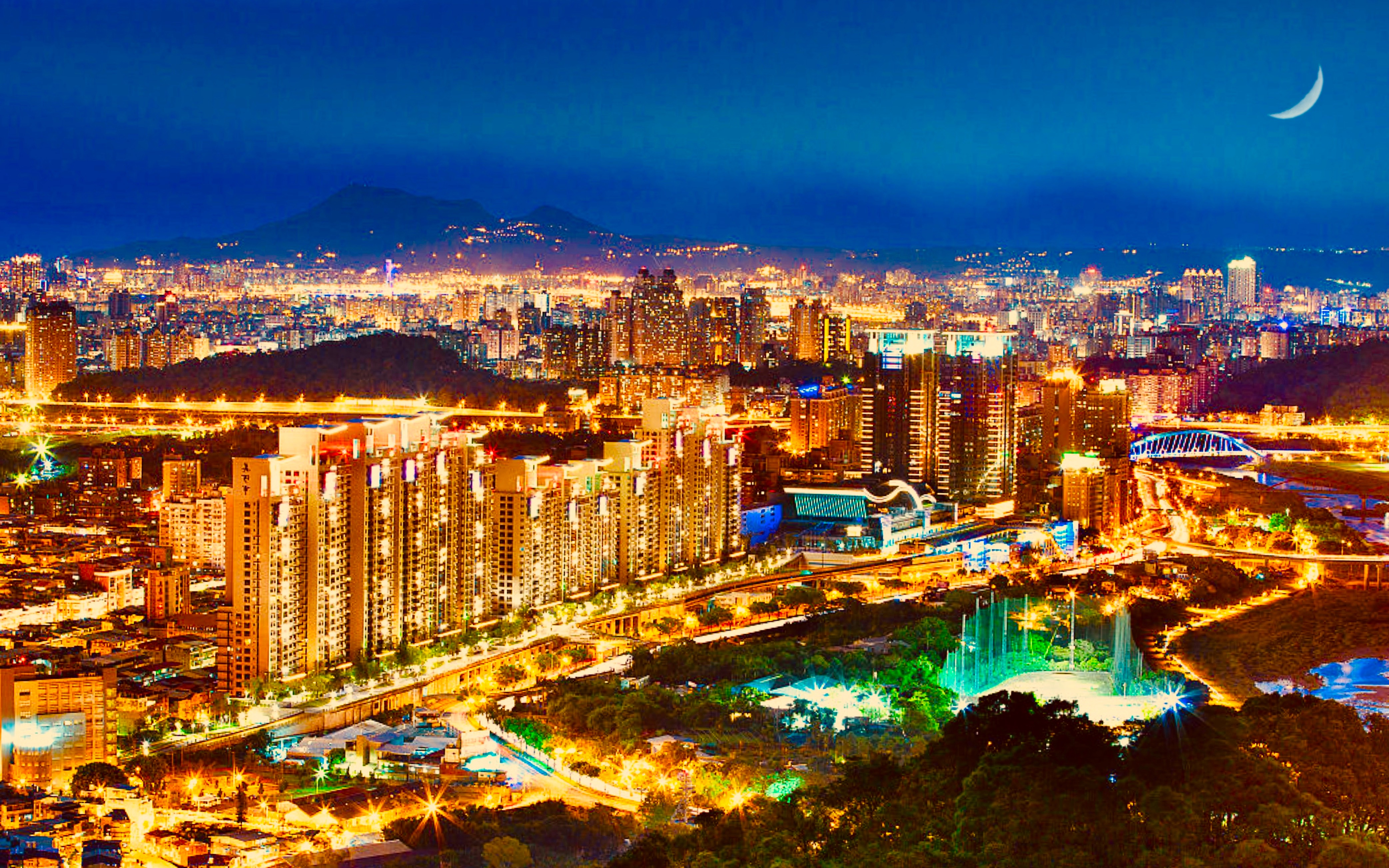
Nouveau Taipei
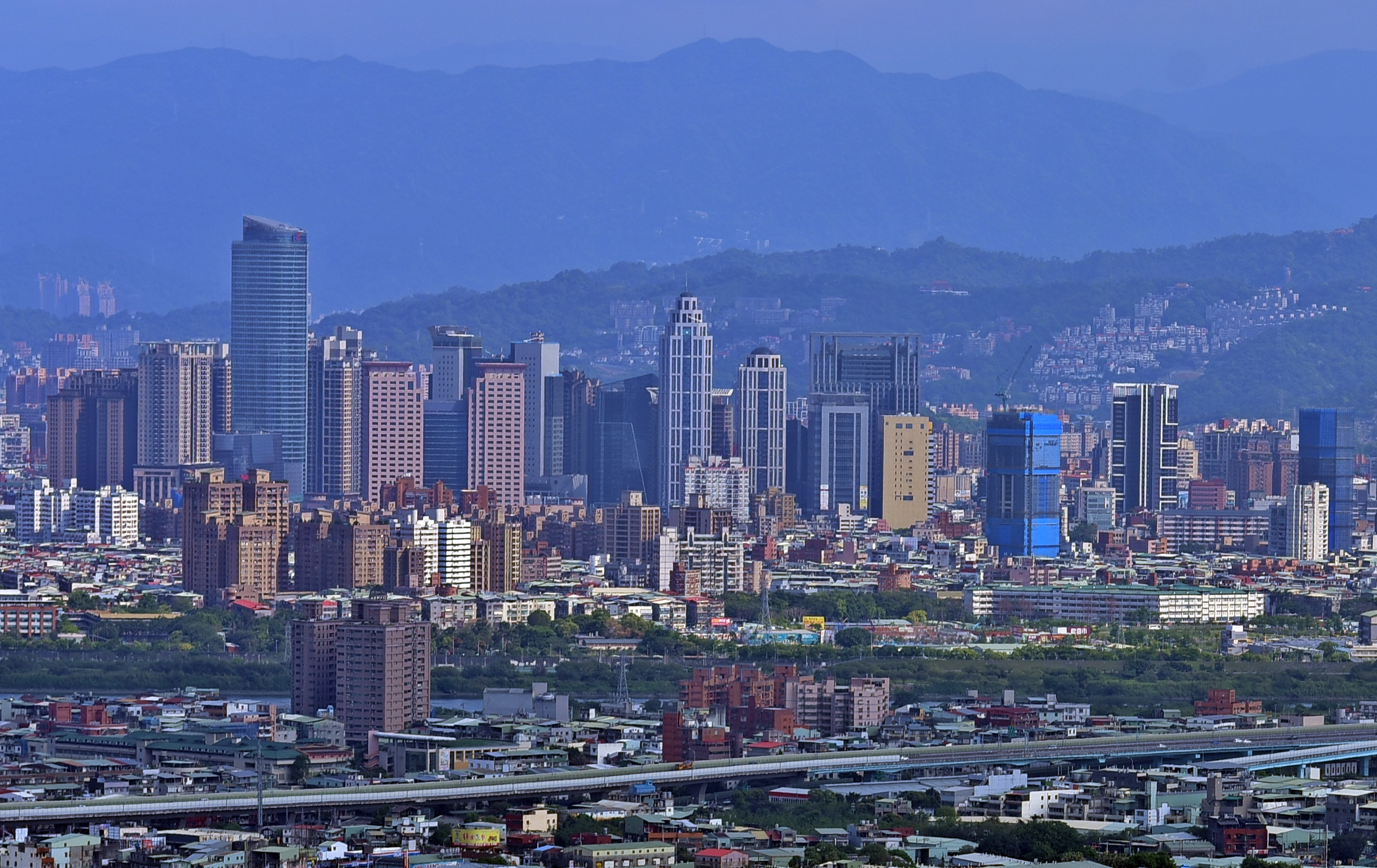
Nouveau Taipei
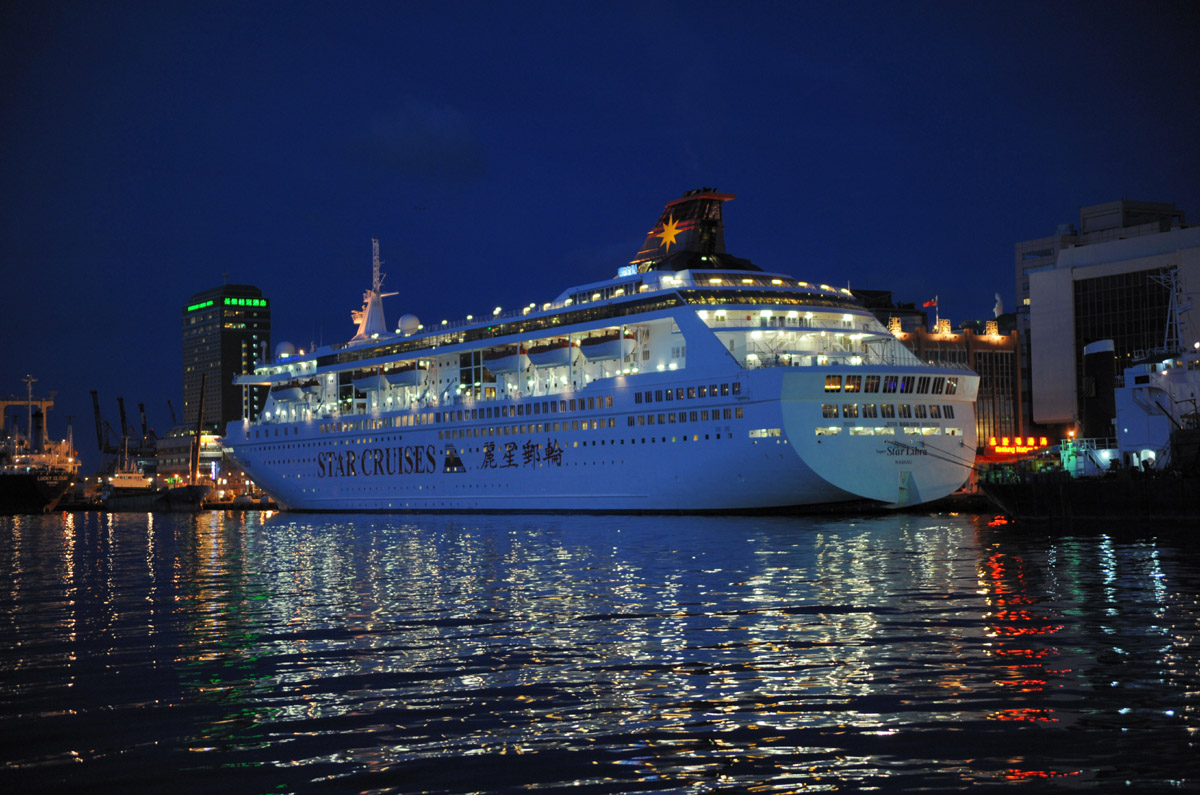
Keelung et son port
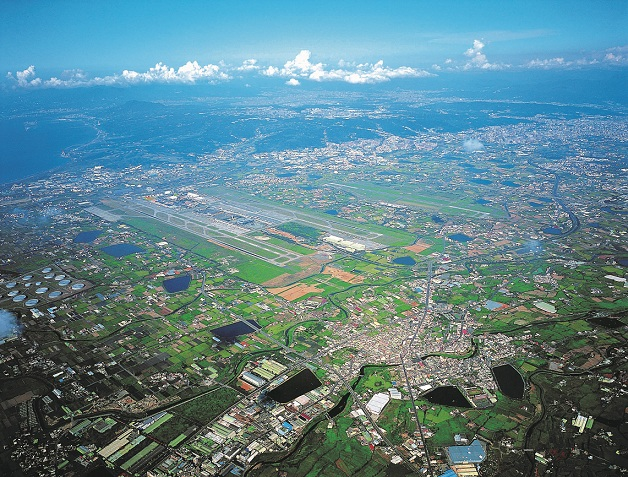
Taoyuan et son aéroport
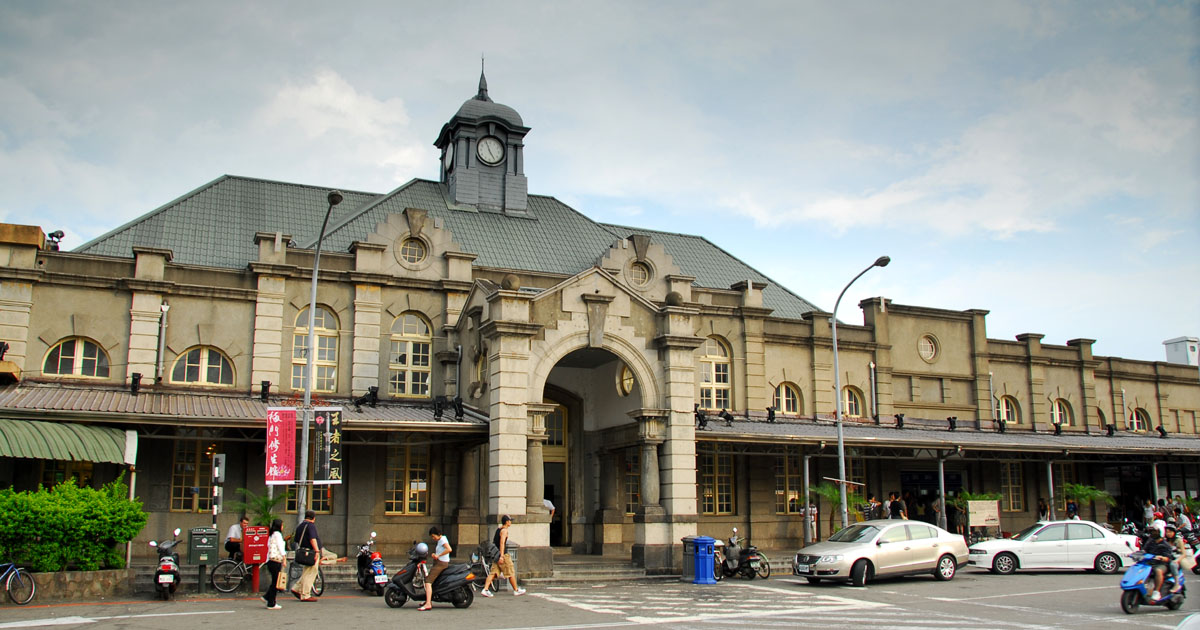
Gare de Hsinchu (en)
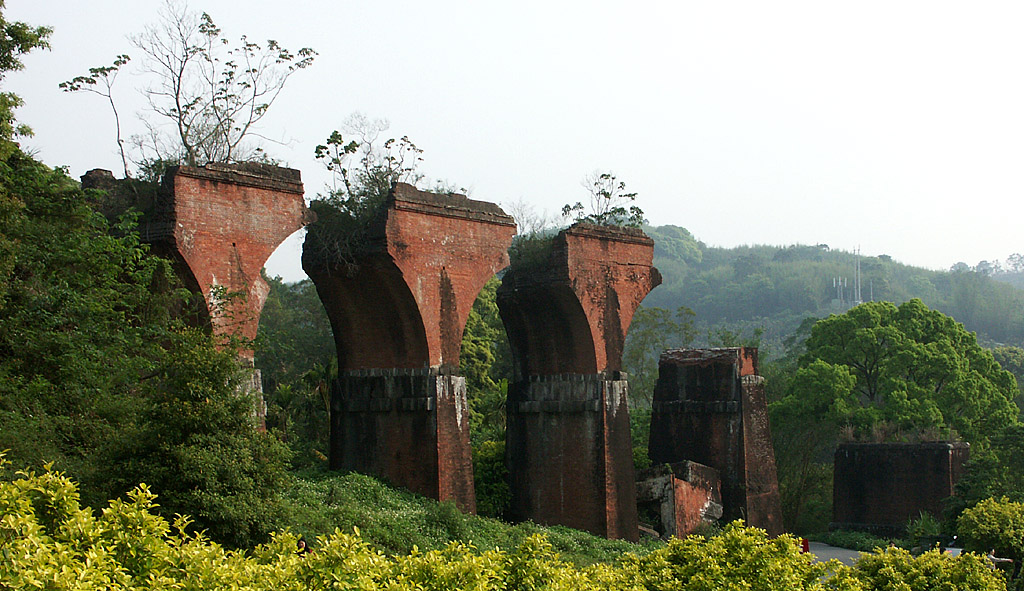
LongTeng Bridge à Miaoli
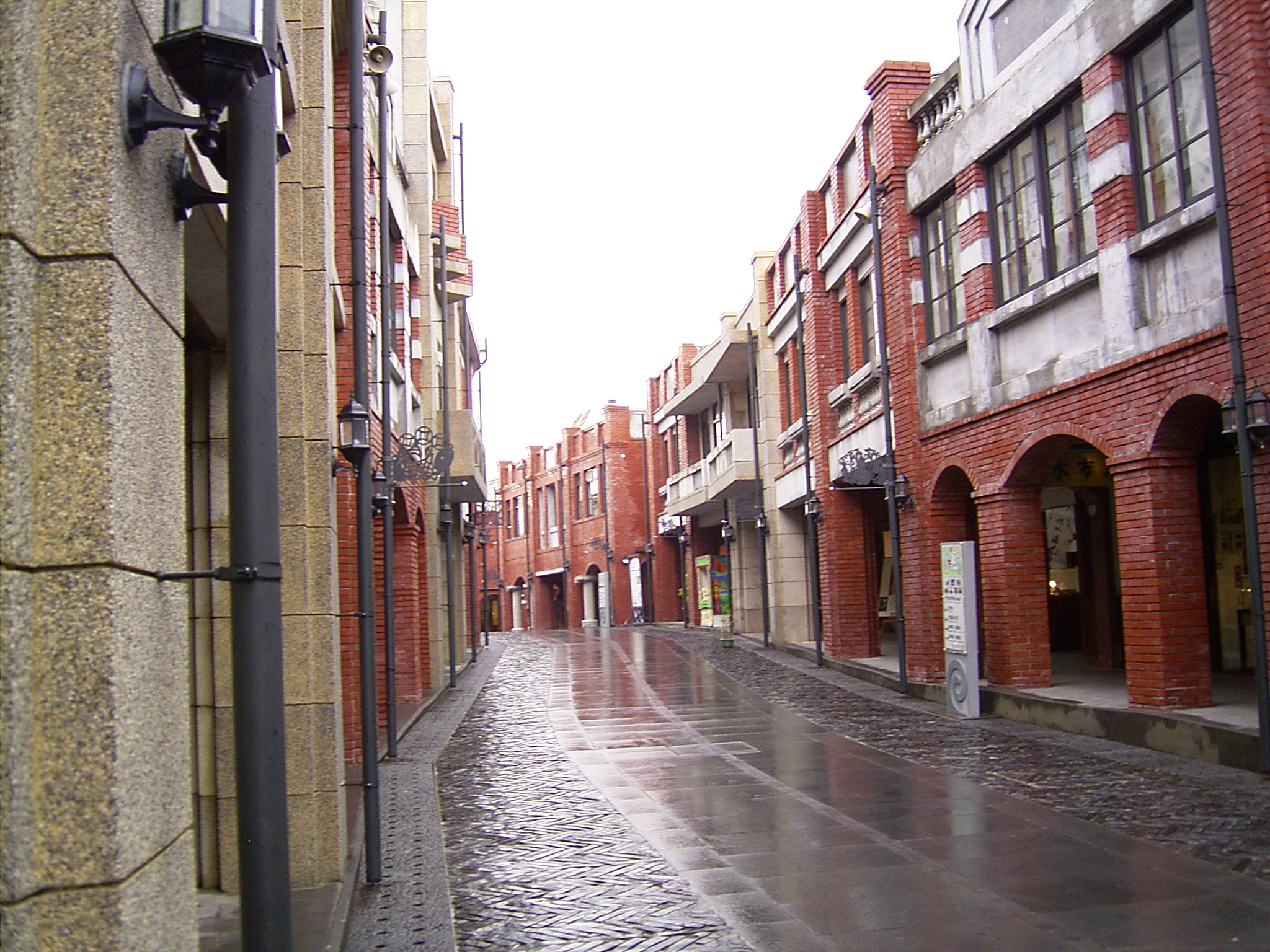
Yilan
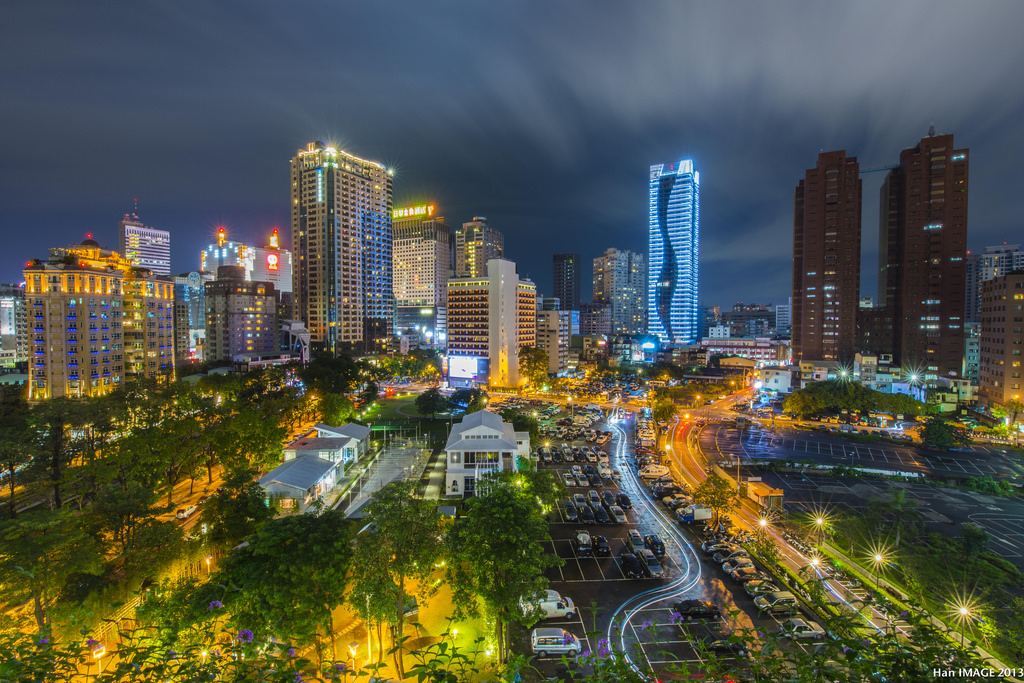
Taichung
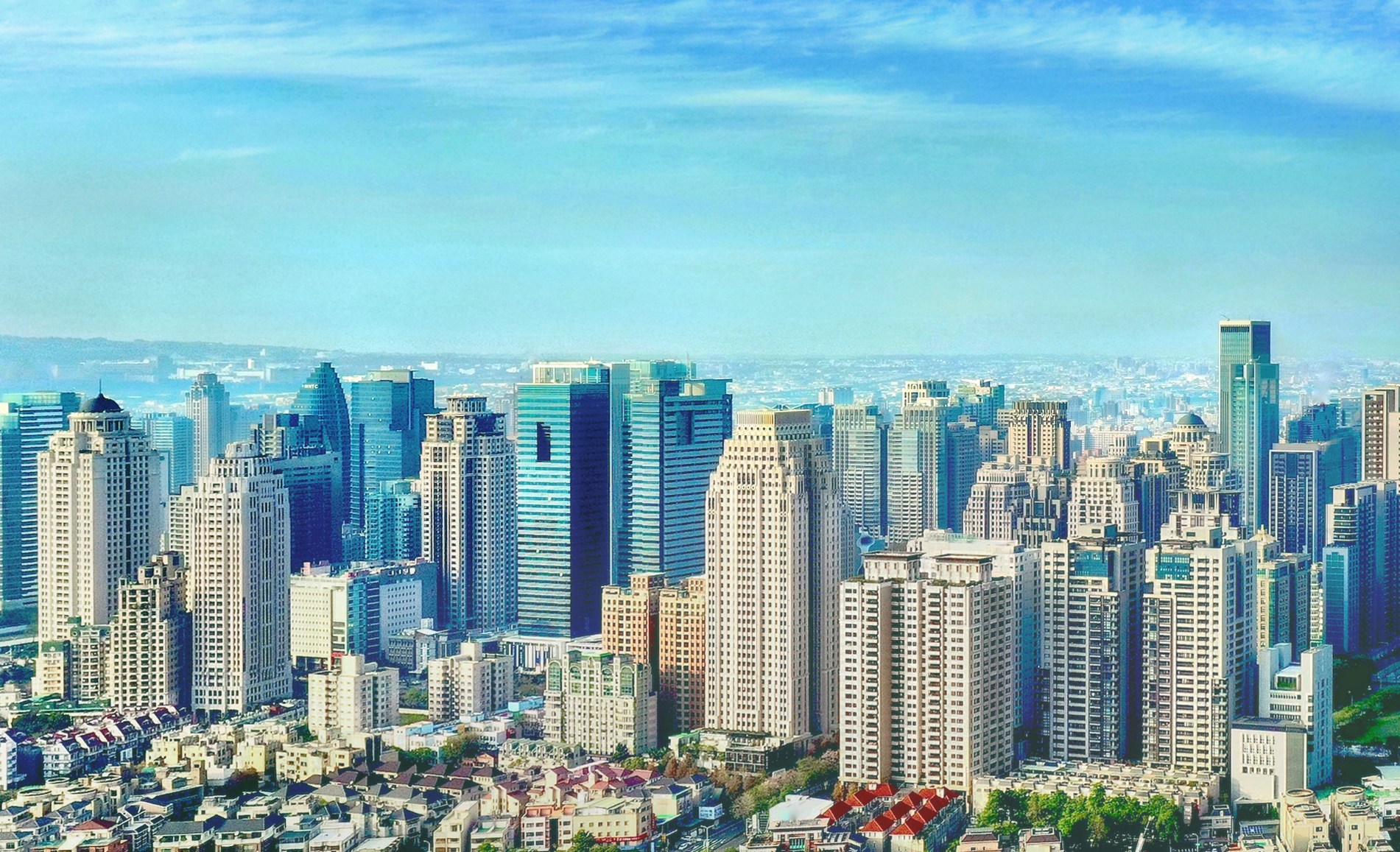
Taichung
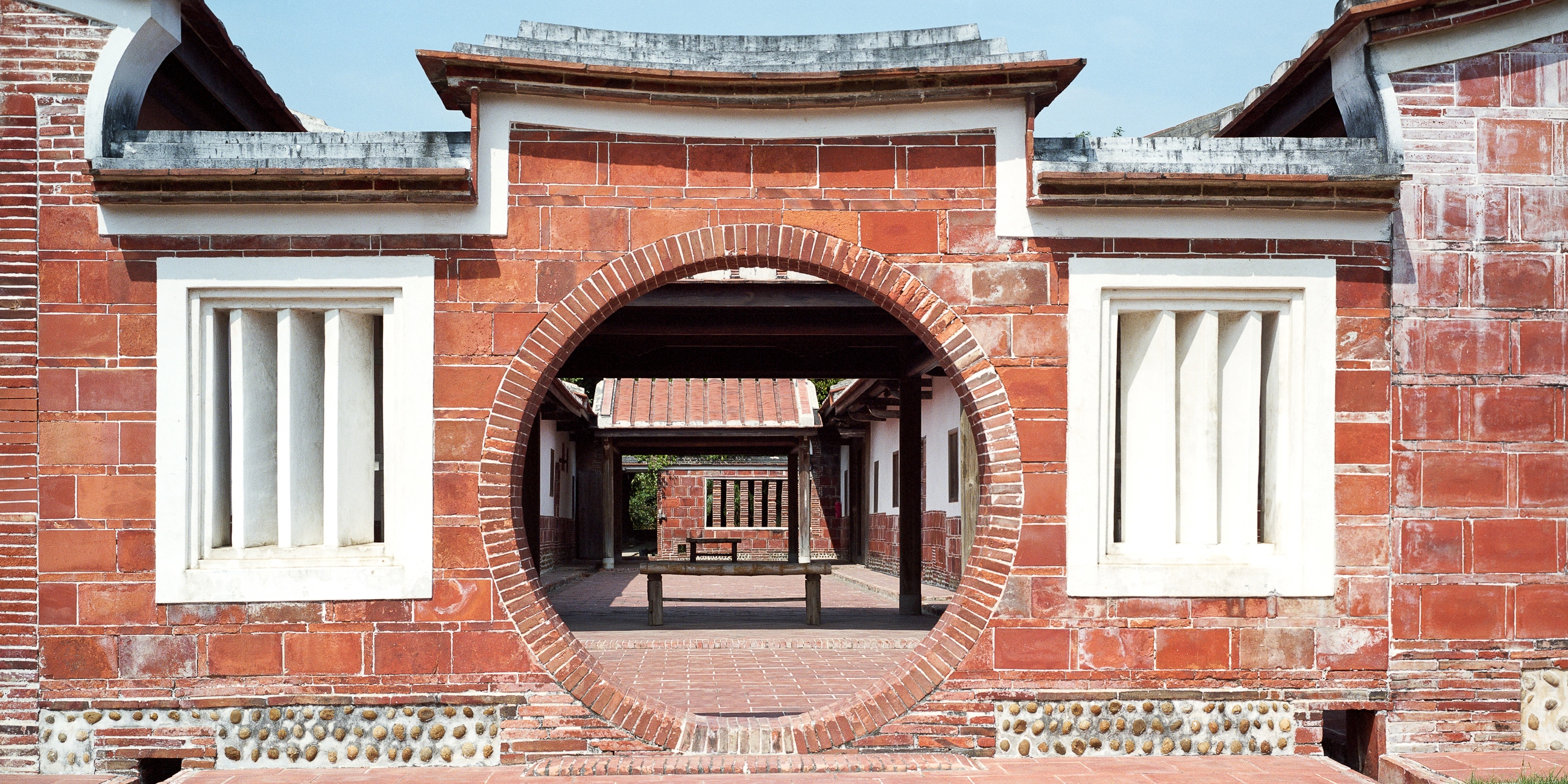
Changhua
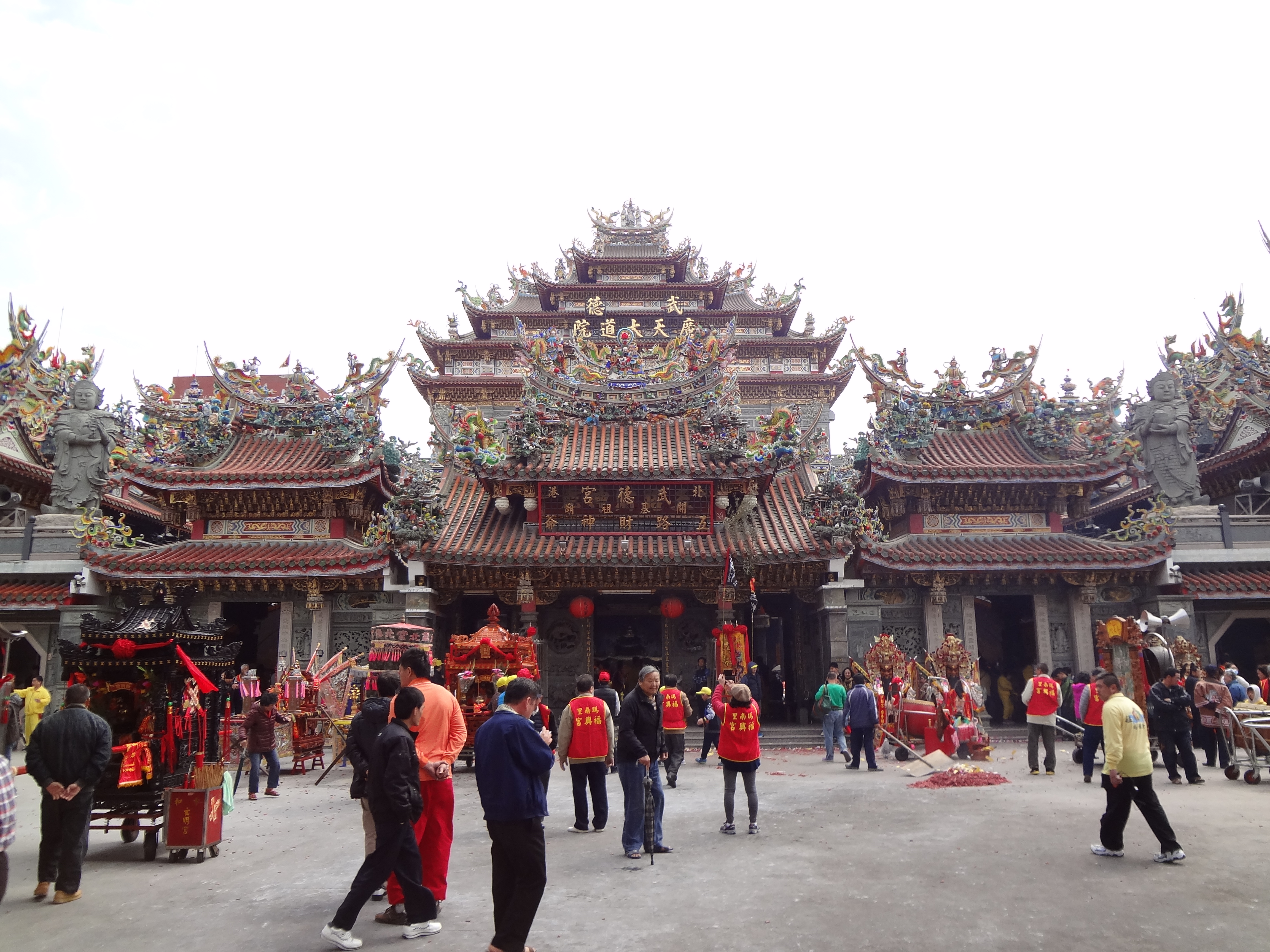
Temple Beigang WuDe à Yunlin
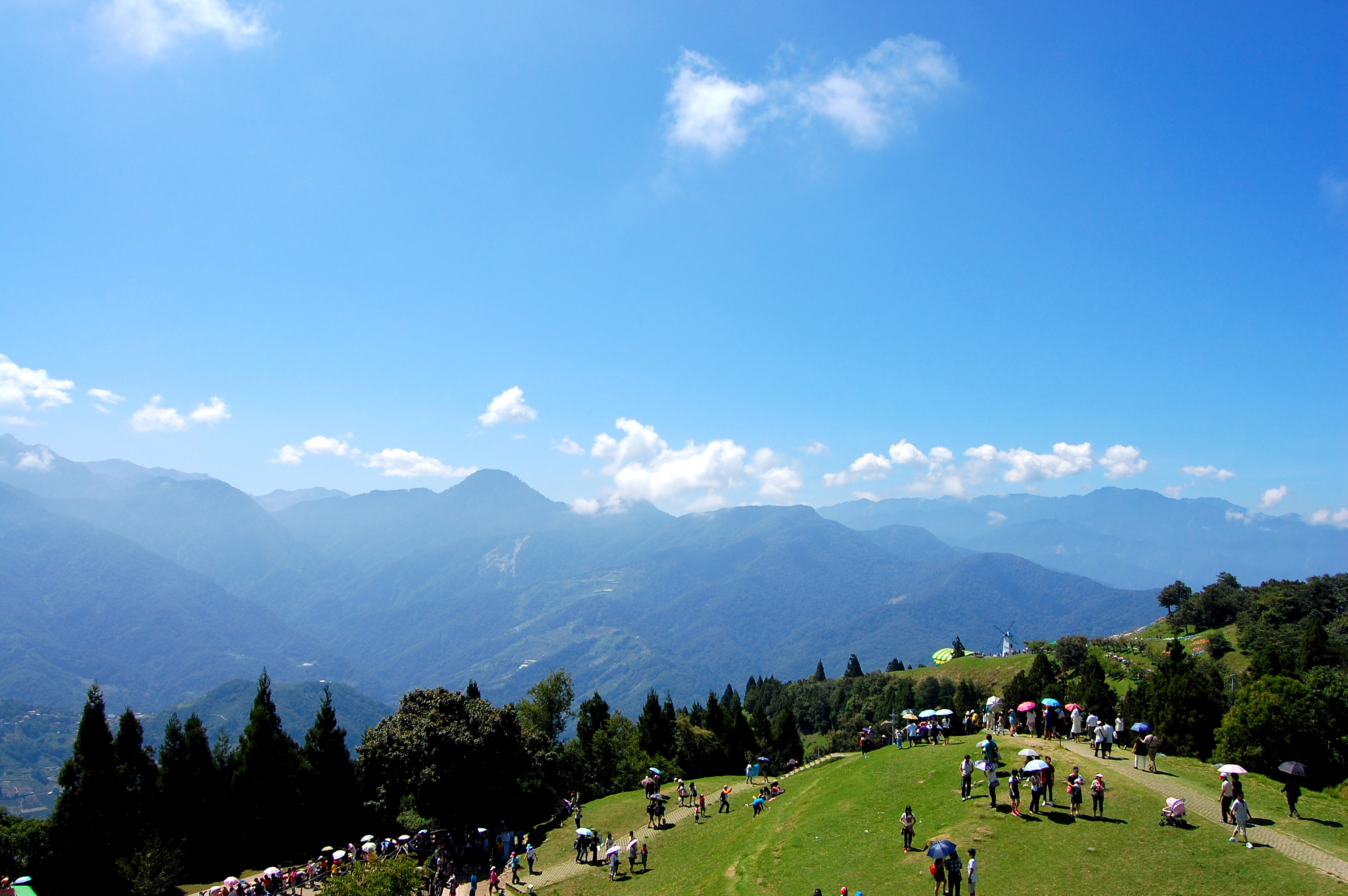
Parc de ferme Qingjing à Nantou
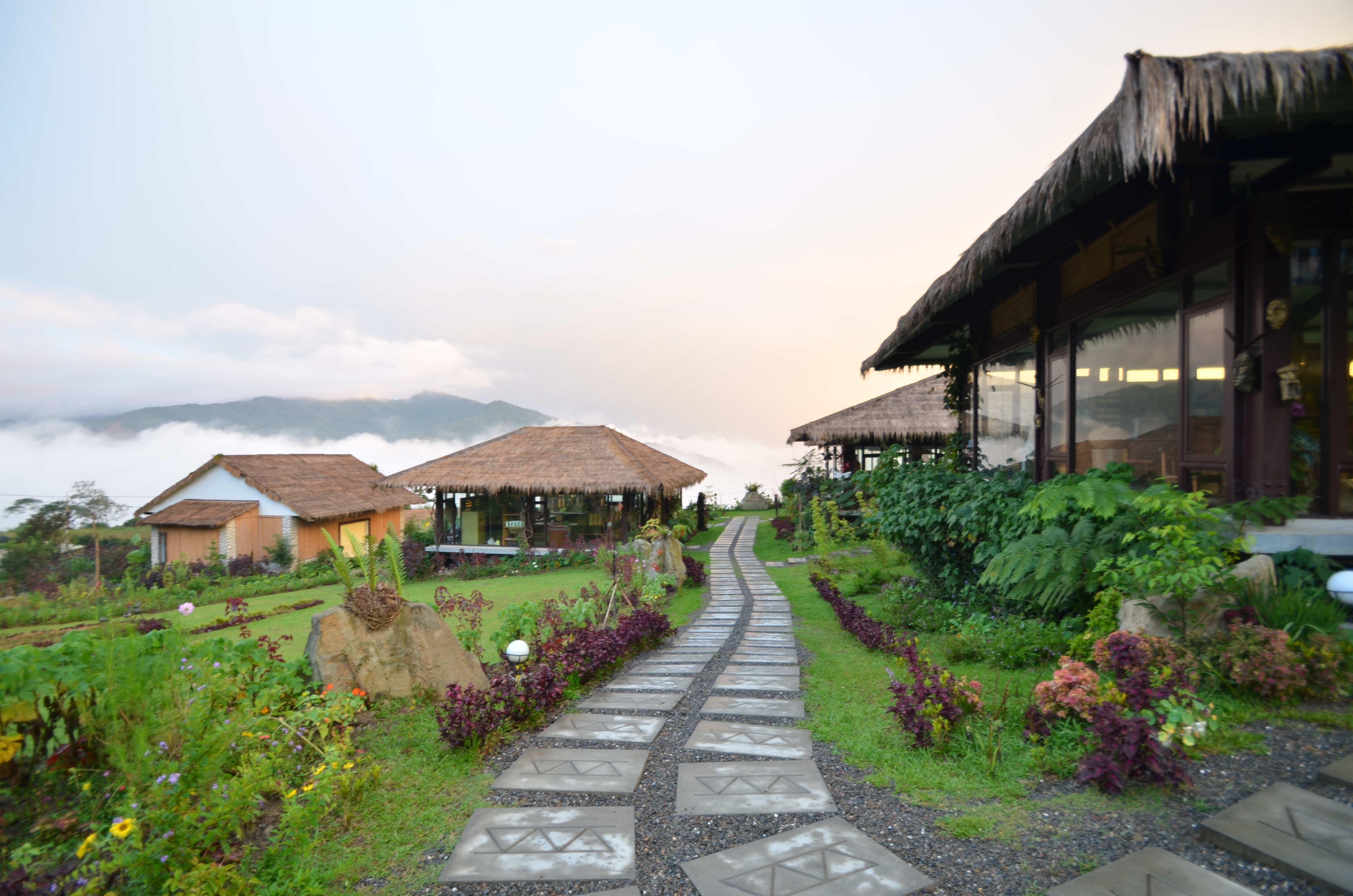
Parc national Alishan à Chiayi
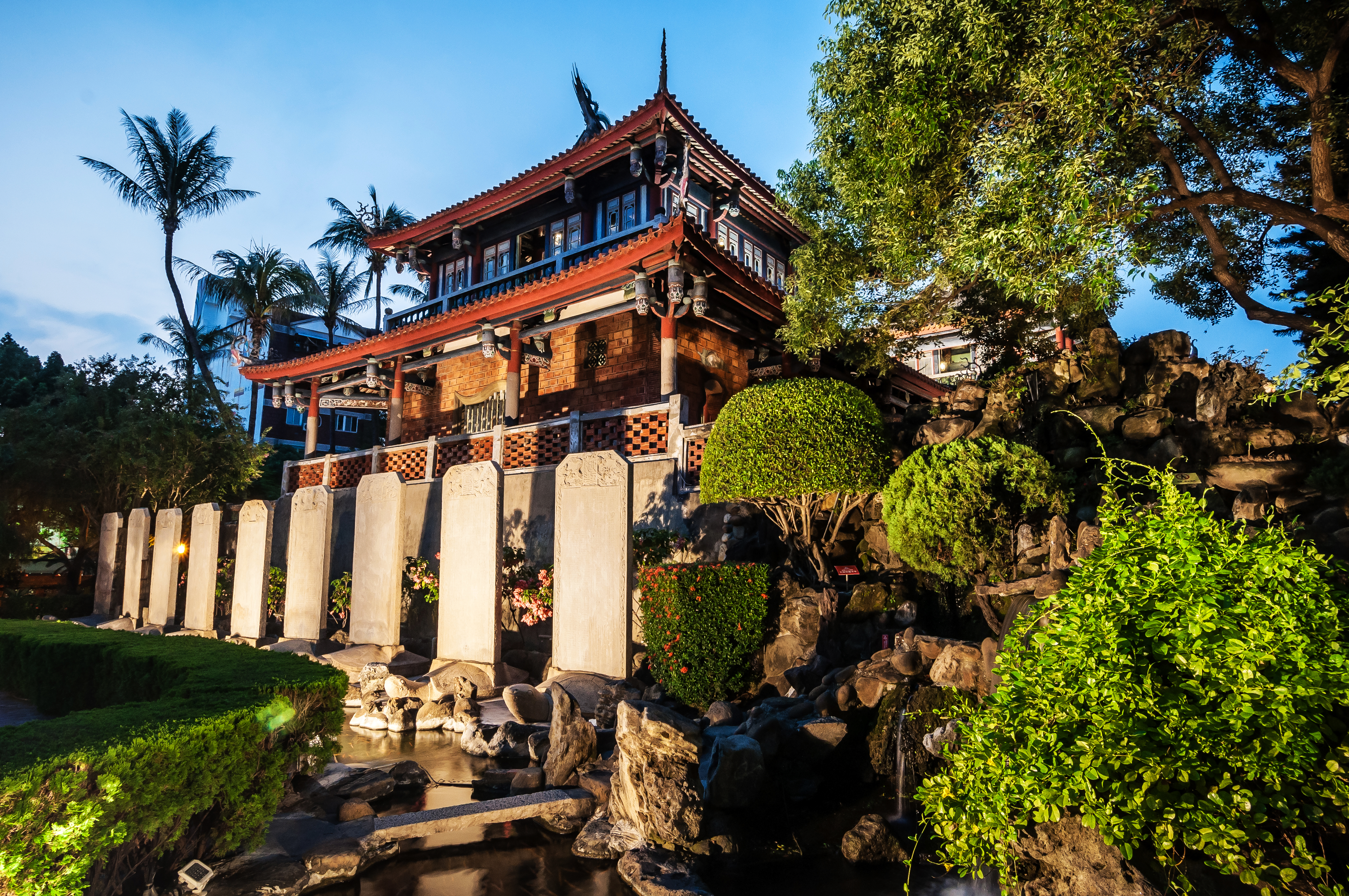
Fort Provintia à Tainan
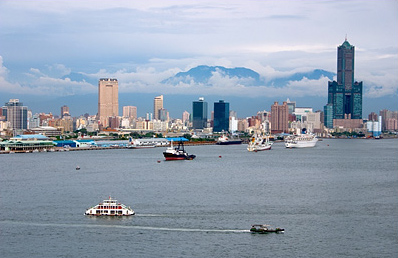
Kaohsiung et son port
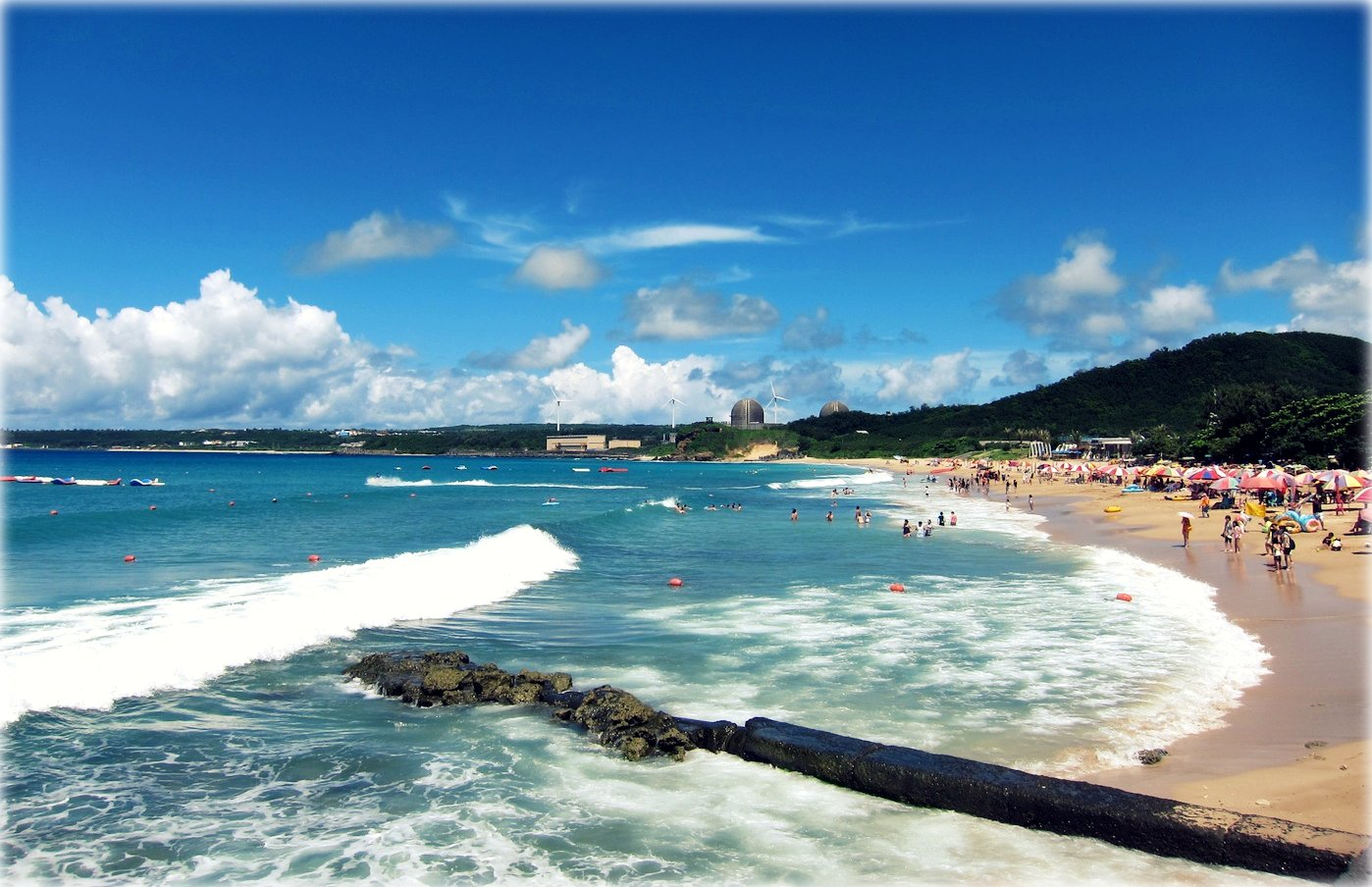
Plage Nanwan au Parc national de Kenting à Pingtung
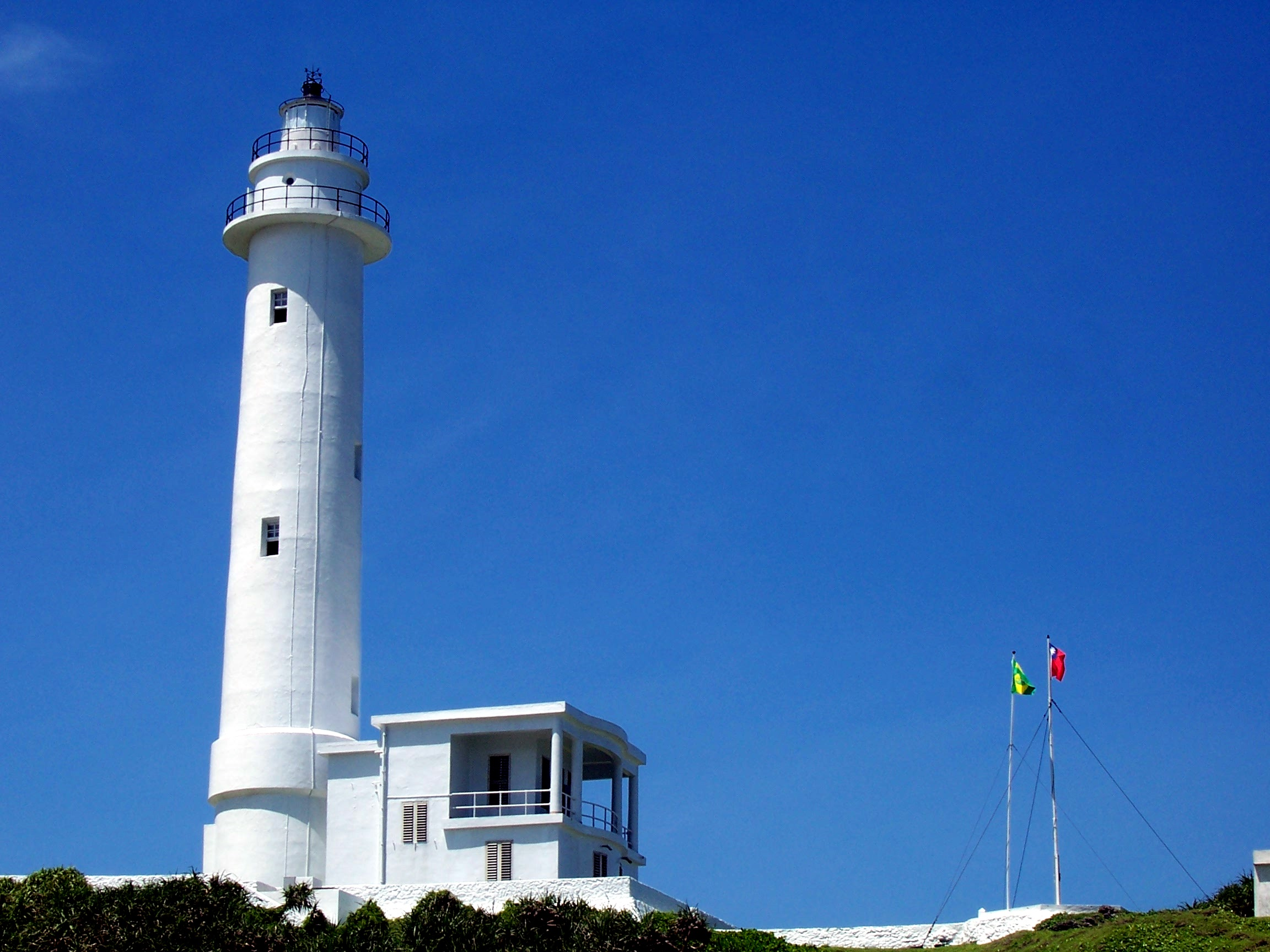
LuTao (Île Verte) à Taitung
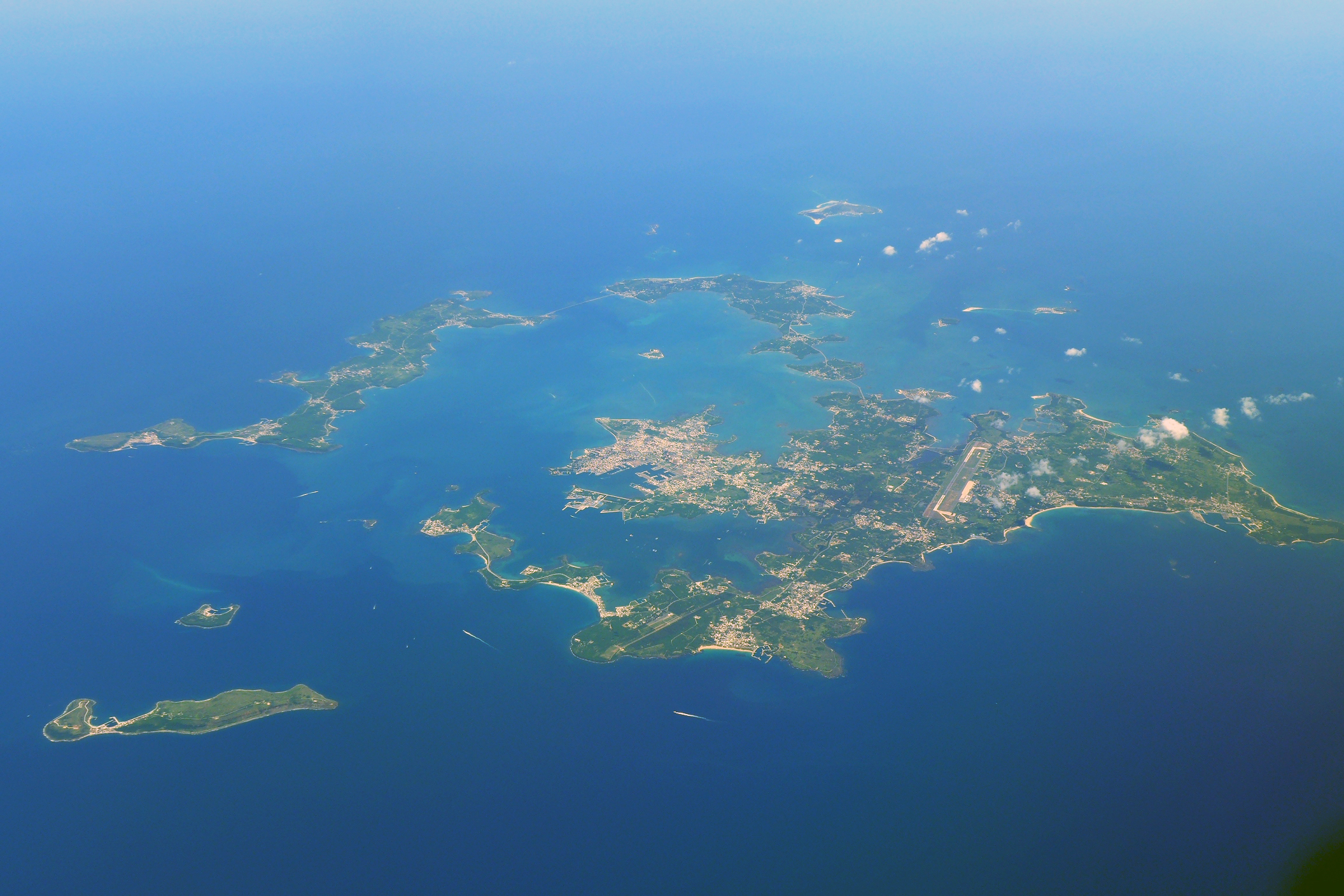
Penghu

### Langues
Le statut revendiqué de « république de Chine » a imposé le chinois mandarin comme langue officielle (sous le nom de 國語, guóyǔ, langue nationale), utilisant les sinogrammes traditionnels (contrairement à la Chine continentale qui les a simplifiés), et qui présente cependant un certain nombre de spécificités par rapport à celui pratiqué sur le continent (voir mandarin de Taïwan).
C'est la langue maternelle des descendants des continentaux qui ont fui les communistes en 1949. Avec leurs descendants, ils constituent 14 % de la population.
En 2018, cette prédominance est remise en cause avec la légalisation d'un statut de langue officielle pour le taïwanais qui sera désormais enseigné à l'école et utilisé pour les documents publics.
Celle-ci s'est imposée aux 84 % de « Taïwanais de souche », descendants des premiers colons arrivés de la province de Fujian en Chine méridionale à partir du XVIIe siècle, qui ont refoulé l’ancien peuplement aborigène vers les hautes terres au centre de l’île. Les langues « traditionnelles » sont :
- le minnan (appelé aussi hoklo ou heluo), parlé par environ 70 % de la population, dont certains parlent le « taïwanais », variante insulaire du minnan, dialecte de la province du Fujian, en Chine continentale ;
- le hakka (également une langue de la famille linguistique chinoise), parlé par une partie des Hakkas, qui représentent environ 14 % de la population ;
- les langues austronésiennes des communautés aborigènes, qui représentent environ 580 000 personnes[115]. Certains de ces groupes sont présents sur l'île depuis au moins 6 000 ans. Ces groupes parlent les langues formosanes, réparties en quatre sous-groupes[réf. nécessaire] :
  - atayalique (en) ;
  - formosan de l’Est (en) ;
  - tsouique (en) ;
  - païwanique.

Les langues formosanes sont l'une des deux grandes familles des langues austronésiennes, l'autre étant formée par les langues malayo-polynésiennes parlées de Madagascar à l’île de Pâques.

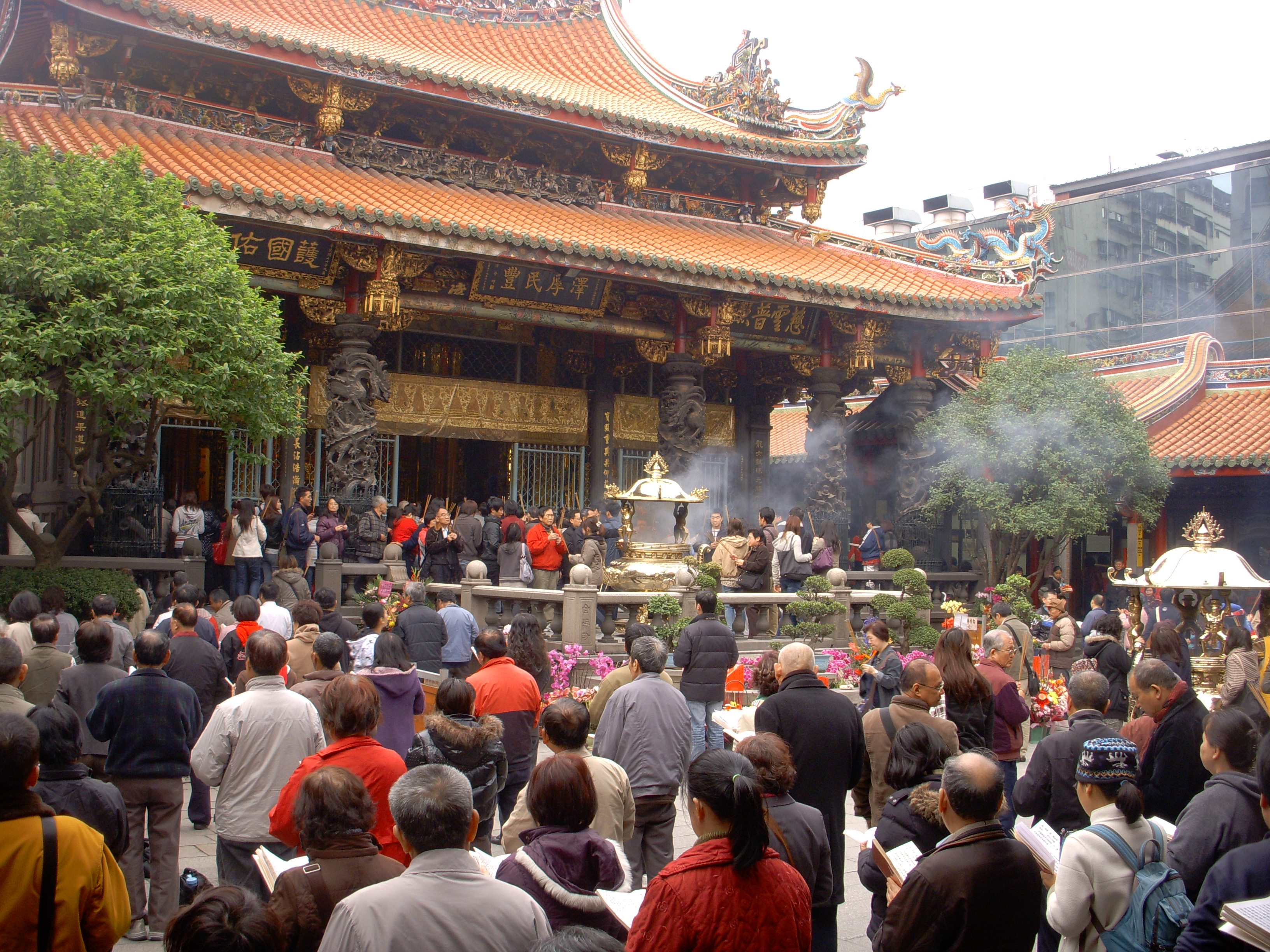
Temple Longshan à Taipei.

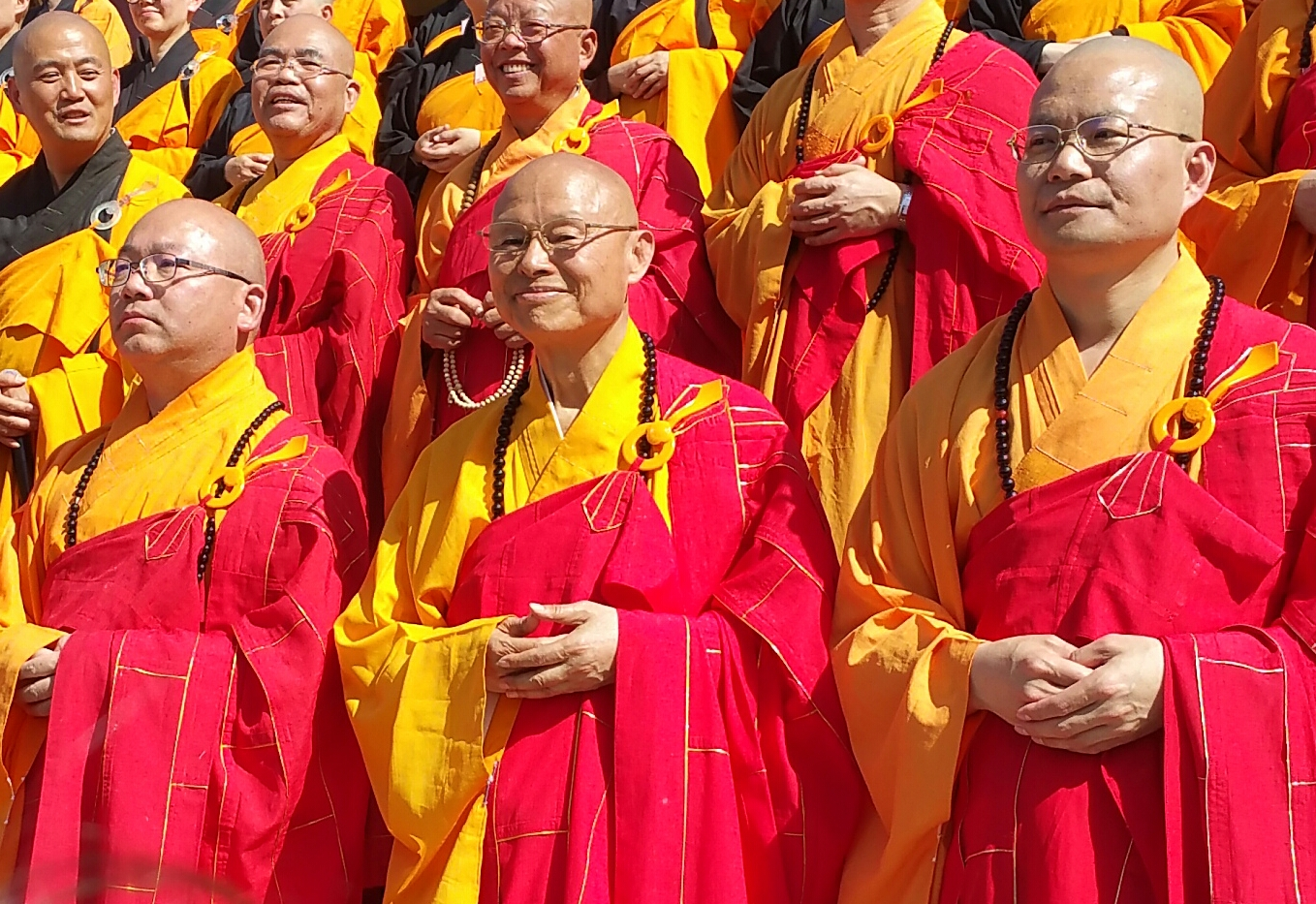
Bouddhistes de Fo Guang Shan.

Taïwan représente donc un inestimable conservatoire linguistique, et sans guère de doute le territoire souche d'où auraient émigré les ancêtres des peuples du Pacifique.
Une seule ethnie, les Da'o (Yami) de l’île des Orchidées, serait arrivée plus tardivement des Philippines il y a 1 000 ans environ et parle donc une langue malayo-polynésienne.
Les nouveaux immigrants, de plus en plus nombreux, apportent avec eux des langues d'Asie du Sud-Est, entre autres.
Parmi les personnes assez âgées pour avoir connu le gouvernorat japonais, nombreuses sont celles qui parlent le japonais couramment.
Enfin, l'anglais est très répandu : langue universitaire, il est également couramment utilisé dans le domaine du tourisme. L'anglais est aussi la langue commerciale de l'APEC et de l'ASEAN, et est connu par les plus jeunes instruits et éduqués, ainsi que par une partie de l'élite.

### Religion
De nombreuses religions ont été introduites à Taïwan. Le confucianisme influença profondément l’île sur le plan éthique et moral. En plus du confucianisme, les Chinois y apportèrent le taoïsme, le bouddhisme et l'islam (principalement des Chinois hui arrivés en 1949). Les Néerlandais et les Espagnols introduisirent respectivement le protestantisme en 1622 et le catholicisme en 1624.
Les principales religions de l’île sont le bouddhisme, pratiqué par environ 35 % des habitants, et le taoïsme par 33 %, souvent à travers des cultes populaires locaux comme celui de la déesse de Matsu vénérée par les marins et les pêcheurs. Le christianisme est pratiqué par environ 4 % de la population (2 % de catholiques et 2 % de diverses confessions protestantes) ; la plupart des chrétiens sont marqués par la morale du confucianisme. Dans le même quartier de Taipei, un temple mormon de dimension impressionnante cohabite avec l'église catholique de la Sainte-Famille et la Grande Mosquée ; le Saint-Siège, non reconnu par la Chine populaire, a conservé ses liens avec Taïwan. La plupart des aborigènes sont catholiques ou protestants. La plupart des 200 000 migrants indonésiens sont musulmans tandis que les Philippins sont chrétiens. L'Église de Jésus-Christ des saints des derniers jours (mormone) revendique 43 000 fidèles et 94 lieux de culte en 2007 bien que sa pratique interdise le thé, omniprésent dans la culture locale.
En août 2017, Taïwan a reconnu administrativement l'Église pastafarienne humaniste comme religion, reconnaissance entrant en vigueur en novembre 2017.

## Économie

### Histoire économique

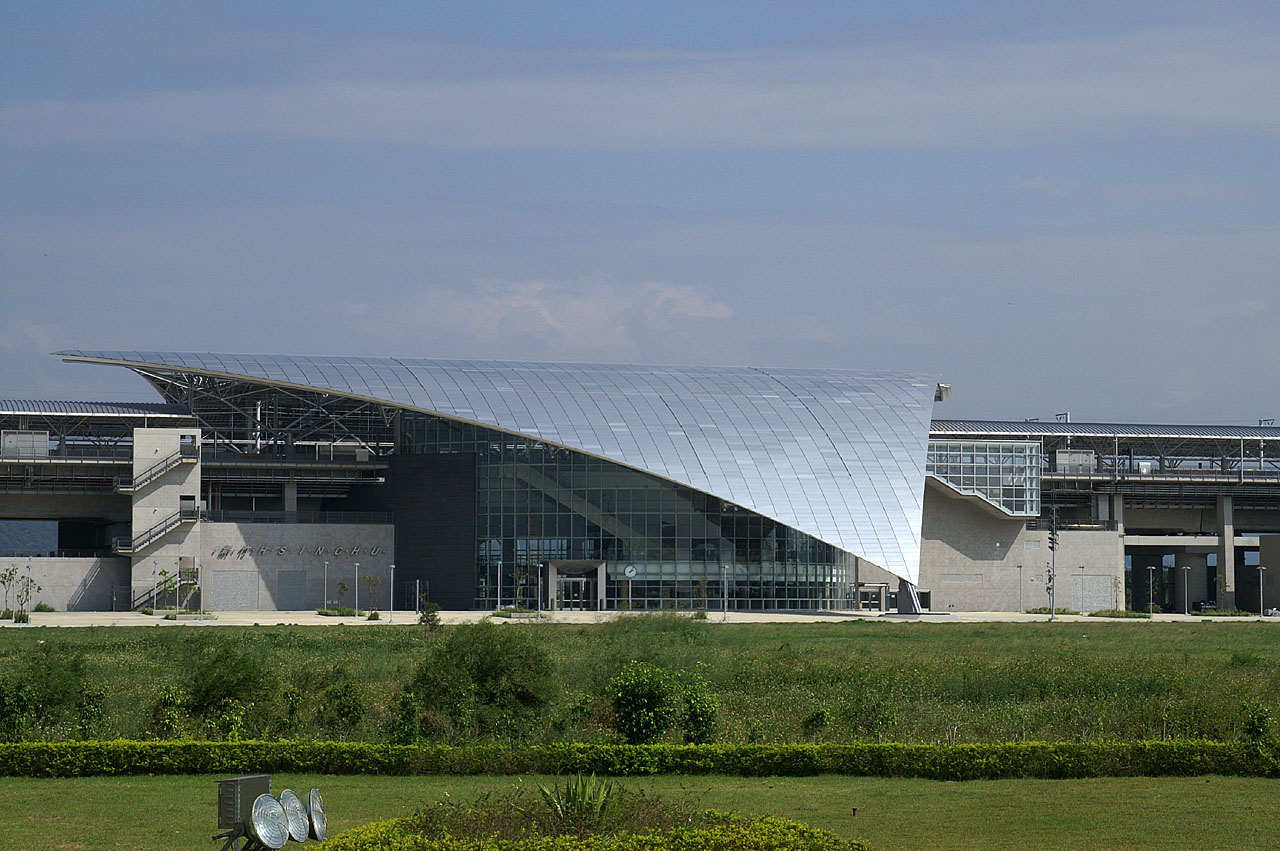
Gare de THSR (TGV) à Hsinchu.

Aux XVIIIe et XIXe siècles, le peuplement chinois fonde une économie rurale classique à la chinoise, rizicole et maraîchère, complétée par des pêcheries. L’industrialisation s’effectue vers la fin du XIXe siècle sous l'administration de la dynastie Qing, puis avec l’occupation japonaise d’environ un demi-siècle qui, en 1945, laisse une infrastructure industrielle et des empreintes intellectuelles fortes. L’essor économique de Taïwan se lance grâce à une réforme agraire réussie et une aide généreuse des États-Unis au refuge des « nationalistes » chinois de Tchang Kaï-chek dans les années 1950.

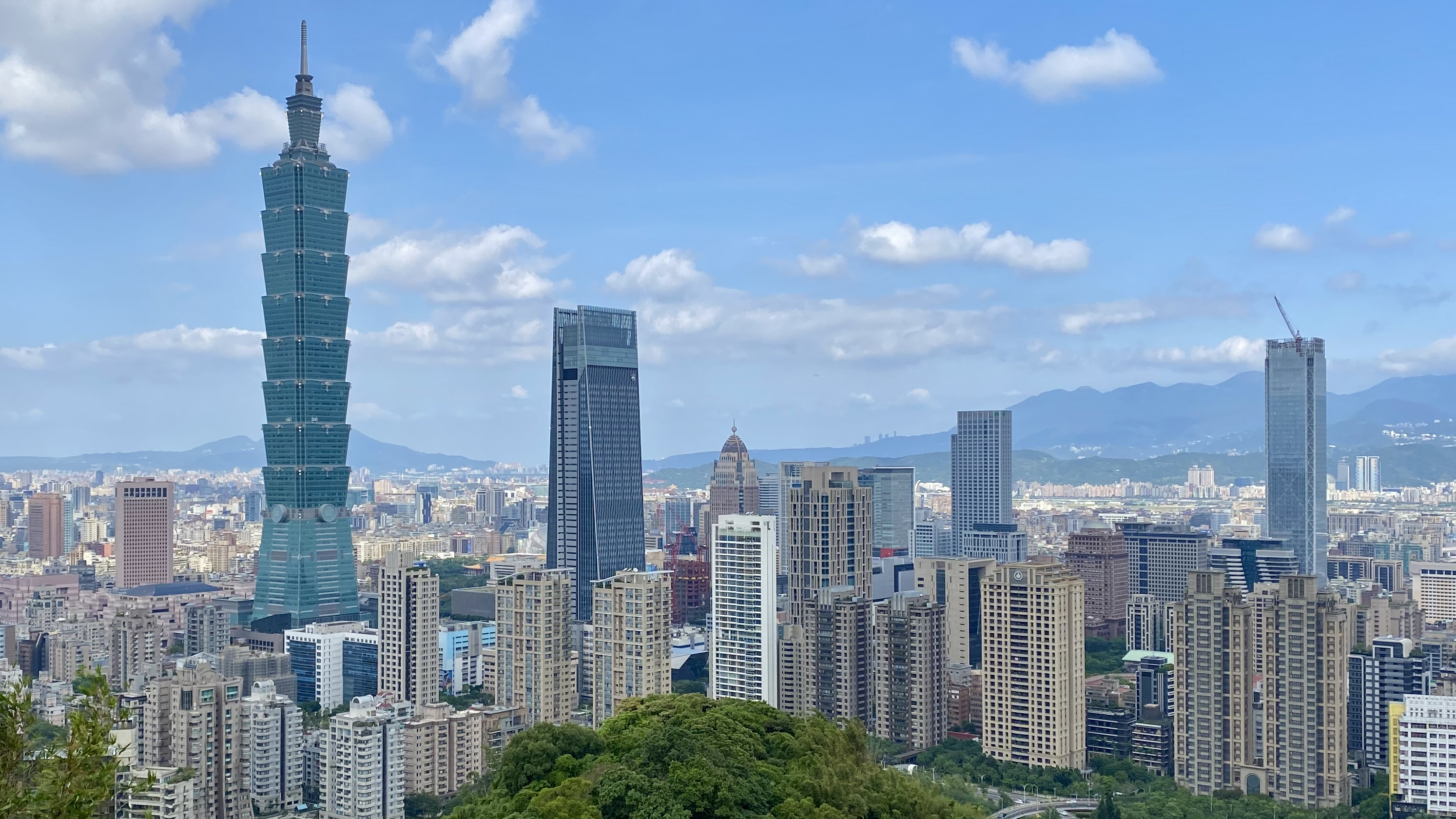
Le quartier des affaires de Taipei en 2021.

Cette réforme agraire réussie et cette aide économique généreuse permettent à beaucoup de personnes issues de la paysannerie de devenir de petits propriétaires, de s’enrichir et de constituer un marché interne assez volumineux, ce qui lance une industrie légère de transformation pour satisfaire la demande solvable intérieure en biens de consommation et en biens d’équipement et ensuite se tourner vers l’exportation des produits de première nécessité et de machines aratoires motorisées légères d’abord et lourdes ensuite. Cette paysannerie enrichie donne naissance à des petites et moyennes entreprises qui constituent un réseau enchevêtré de sous-contractants en contractants se propageant avec, au début, assez peu de grandes entreprises comme Evergreen ou Formosa Plastics Corp (en). C'est sur la base de ce tissu fin de petites et moyennes entreprises que l'économie taïwanaise prend son envol dès le début des années 1970, stimulée notamment par de grands travaux d'infrastructure (十大建設, hanyu pinyin shídàjiànshė), puis par une politique de développement d'industries à forte teneur technologique. C'est ainsi qu'une puissante industrie de semi-conducteurs a été créée, sa part dans l'économie représentant à elle-seule 15 % du PIB dans les années 2020.
L'industrialisation rapide de Taïwan entraîne durant la deuxième moitié du XXe siècle une croissance rapide décrite comme le « miracle économique taïwanais ». Comme Taïwan s'est développé à peu près en même temps que la Corée du Sud, Hong Kong et Singapour, ces quatre pays/régions sont communément connus comme les « quatre dragons asiatiques ».
Au cours des années 1950 et 1960, Taïwan a bénéficié d'une aide économique massive de la part des États-Unis.

### Aujourd'hui

#### PIB

Évolution historique du PIB réel par habitant à Taiwan.

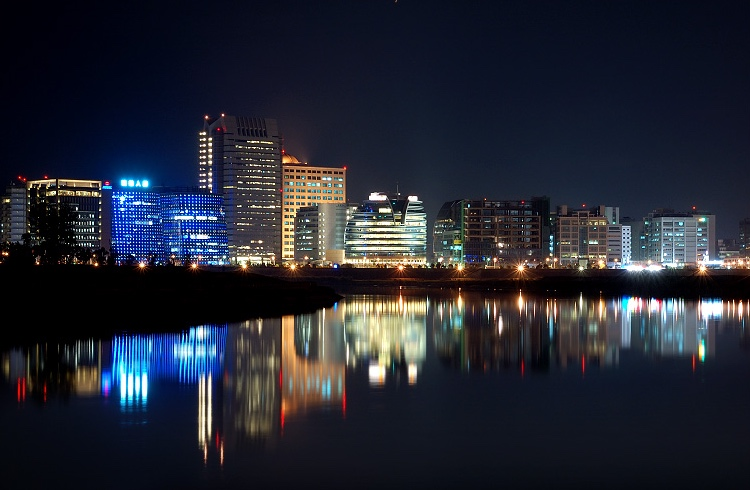
Technopole de Neihu, à Taipei.

Aujourd'hui, Taïwan est un pays développé à revenu élevé. Selon les chiffres du FMI, le produit intérieur brut (PIB) a atteint 668,2 milliards de dollars en 2020, soit 1 316,0 milliards de dollars en parité de pouvoir d'achat (PPA). Cela correspond à un PIB par habitant de 28 358 dollars, ou 55 856 dollars internationaux en PPA.
En 2021, avec 62 965 dollars internationaux par an, Taïwan est au 15e rang mondial pour le PIB par habitant en parité de pouvoir d’achat selon les données du FMI.

#### Secteurs d'activité
En 2007, les services (secteur tertiaire) représentent 71,1 % du PIB, contre 27,5 % pour l'industrie (secteur secondaire) et seulement 1,4 % pour l'agriculture (secteur primaire). Ces trois secteurs emploient respectivement 57,9 %, 36,8 % et 5,3 % de la population active (2007).
L'industrie taïwanaise repose principalement sur la haute technologie. Les secteurs importants comprennent : la biotechnologie, la nanotechnologie, les semi-conducteurs (TSMC), le TFT-LCD (ex. : InnoLux Corporation (en), AU Optronics (en)), les ordinateurs portables (ex. : Acer, Asus, BenQ), les smartphones (ex. : HTC), les communications et réseaux (ex. : D-Link), le GPS, le photovoltaïque, les énergies renouvelables, la pétrochimie, la machinerie, les transports maritimes (ex. : Evergreen), les bicyclettes, y compris électriques (ex. : Giant, Merida), l'automobile, etc.

#### Monnaie
La monnaie en vigueur de Taïwan est le nouveau dollar de Taïwan (dont le nom officiel local est chinois traditionnel : 新臺幣 ; pinyin : xīn táibì ; litt. « nouvelle monnaie de Taïwan » ou plus simplement monnaie de Taïwan 臺幣, táibì). Elle a cours à Taïwan depuis 1949, après que l'ancien dollar de Taïwan a été dévalué, à la fin de la guerre civile chinoise. Originellement émis par la Banque de Taïwan, il est désormais, depuis 2000, émis par la Banque centrale de la république de Chine. Le symbole graphique est NT$ ; en chinois, il s'écrit 元. Son code ISO 4217 est TWD.

#### Relations commerciales
Taïwan fait partie de la Coopération économique pour l'Asie-Pacifique (APEC) depuis 1991, et de l'Organisation mondiale du commerce (OMC) depuis 2002.
Taïwan est aujourd'hui le premier investisseur en Chine. Selon la revue britannique The Economist (9 mai 2009), les investissements taïwanais en Chine ont dépassé les 400 milliards de dollars américains. Ses entreprises, comme Acer Incorporated, Asus, Foxconn, Pegatron… sont à l'origine de plus de 12 millions d'emplois en Chine. En 2006, rien que dans la province du Guangdong, 20 000 entreprises de capital taïwanais emploient environ 6 millions de travailleurs chinois.

#### Indicateurs économiques

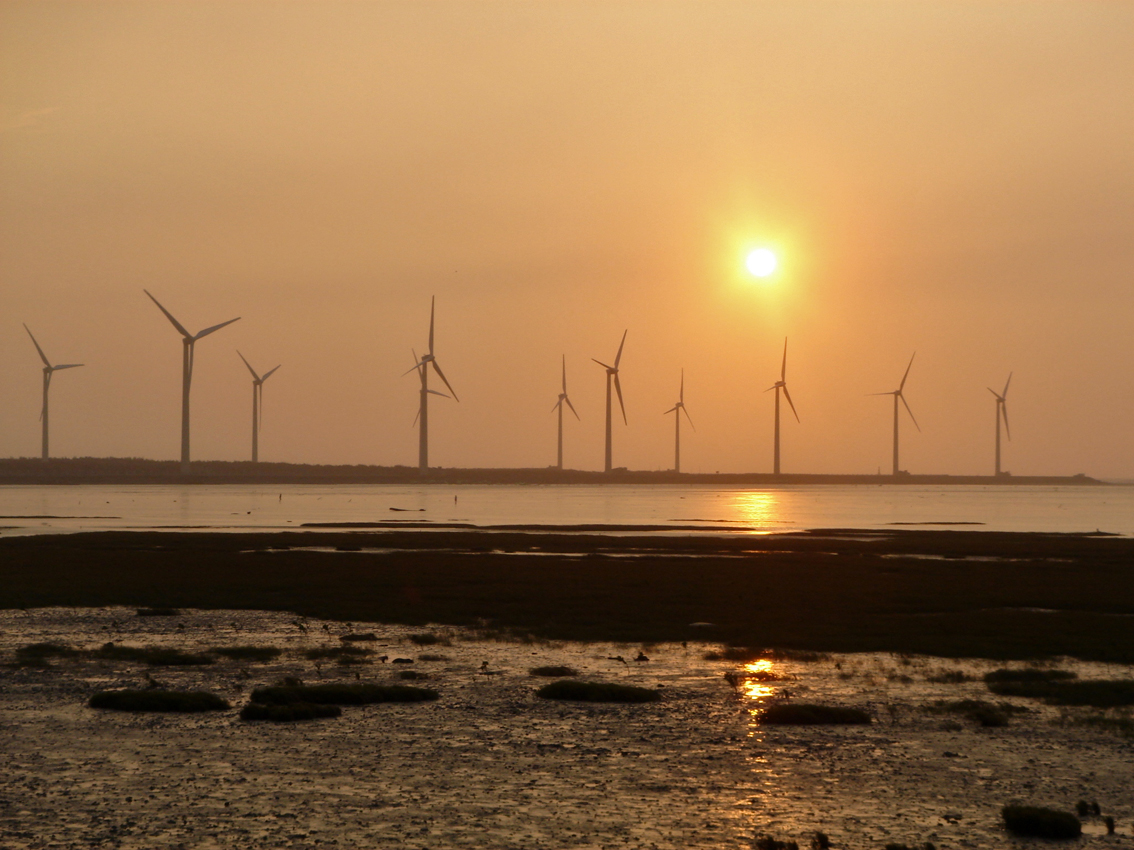
Des éoliennes sur la côte ouest à Taichung.

Voici les principaux indicateurs économiques de Taïwan aujourd'hui :
- Coefficient de Gini : 0,338[125] ;
- Taux de chômage : 3,66 % (janvier 2021) ;
- Population vivant sous le seuil de pauvreté : 1,08 % (CIA factbook 2010) ;
- Taux d'inflation : 2,3 % (est. FMI 2010) ;
- Exports (2020) : 345,2 milliards $ US[126] ;
  - Principaux clients (2020) : Chine 29,7 %, 18 pays de New Southbound 17,7 %, Asie du Sud-Est 15,4 %, Hong Kong 14,2 %, États-Unis 14,6 %, Union européenne 6,6 %, Japon 6,8 %, Singapour 5,5 % ;
- Imports (2020) : 286,5 milliard $ US[126] ;
  - Principaux fournisseurs (2020) : Chine 22,2 %, 18 pays de New Southbound 16,5 %, Japon 16,0 %, Asie du Sud-Est 12,5 %, États-Unis 11,4 %, Union européenne 10,1 %, Corée du Sud 7,2 %, ;
- Réserves de change : 541 milliards $ US (4e en janvier 2021) ;
- Réserve d'or : 423,6 tonnes (13e au 1er avril 2011).

### Tourisme

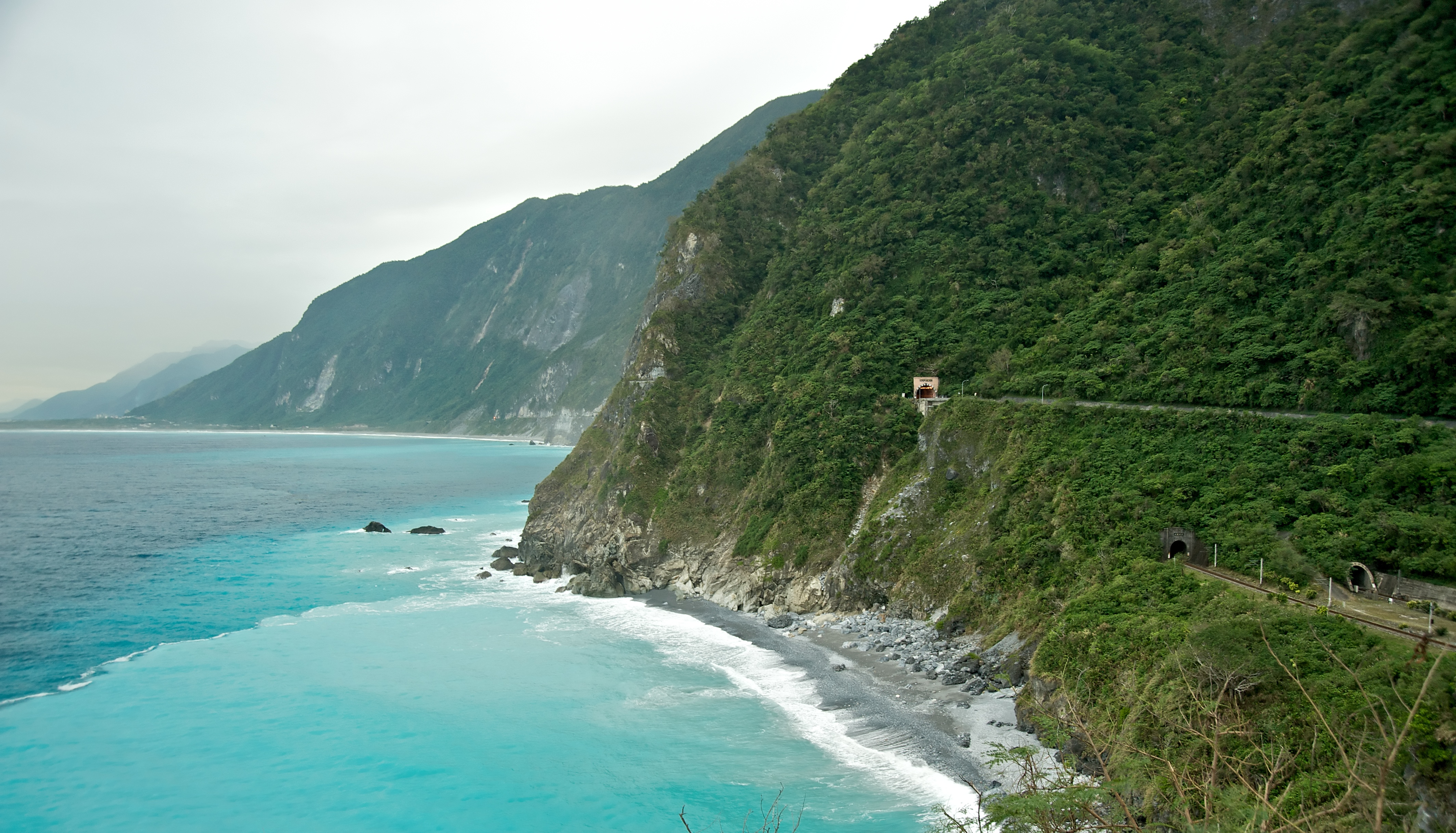
Vue de l'océan Pacifique à Hualien.

En 2008, pour la première fois, 200 000 touristes de Chine continentale ont pu faire le voyage à Taïwan. Depuis, ils sont chaque année plus nombreux.
En 2019, plus de 11,86 millions de touristes internationaux se sont rendus, soit 7,21 % de plus que l'année précédente. Les touristes sont principalement originaires de Chine continentale (2,7 millions), du Japon (2,1 millions), de Hong Kong et Macao (1,7 million), de Corée du Sud (1,2 million) et des États-Unis (0,6 million). D'Asie du Sud-Est (2,6 millions) grâce à la politique New Southbound Policy (en) débutée en 2016.

### Commerce international
La Chine, y compris Hong Kong et Macao, est le principal partenaire commercial de Taïwan, suivie par les États-Unis, l'Union européenne et le Japon.
En 2020, les exportations de Taïwan :
- vers la Chine étaient d'un montant de 151,4 milliards de dollars américains ;
- vers les 18 pays de New Southbound Policy (en) atteignaient 61,1 milliards de dollars américains ;
- vers l'Asie du Sud-Est atteignaient 53,2 milliards de dollars américains ;
- vers les États-Unis étaient d'un montant de 50,5 milliards de dollars américains[128] ;
- vers le Japon étaient d'un montant de 23,4 milliards de dollars américains[129] ;
- vers l’Union européenne atteignaient 22,9 milliards de dollars américains.

### Transports

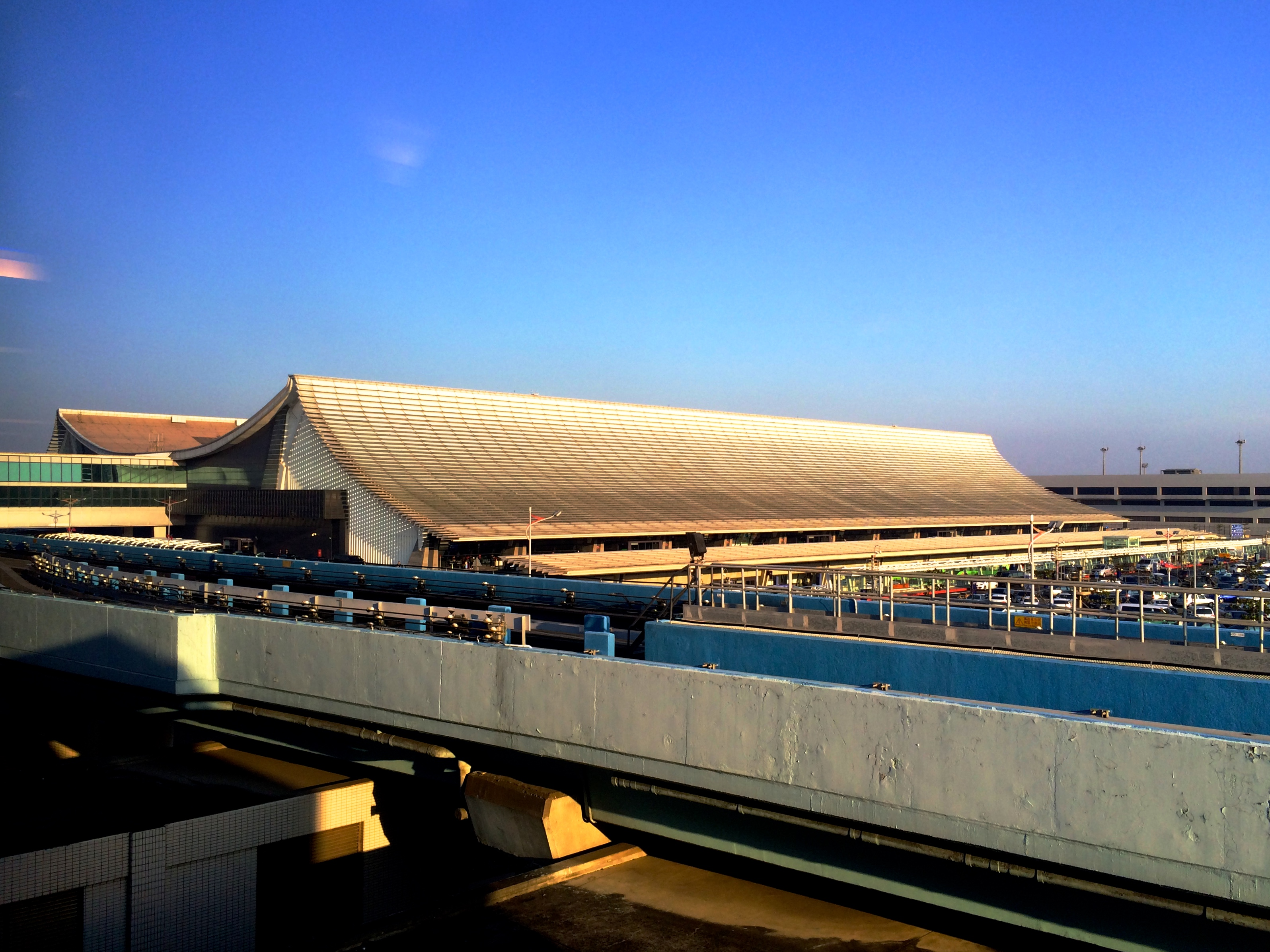
Terminal 1 de l'Aéroport international Taïwan-Taoyuan.

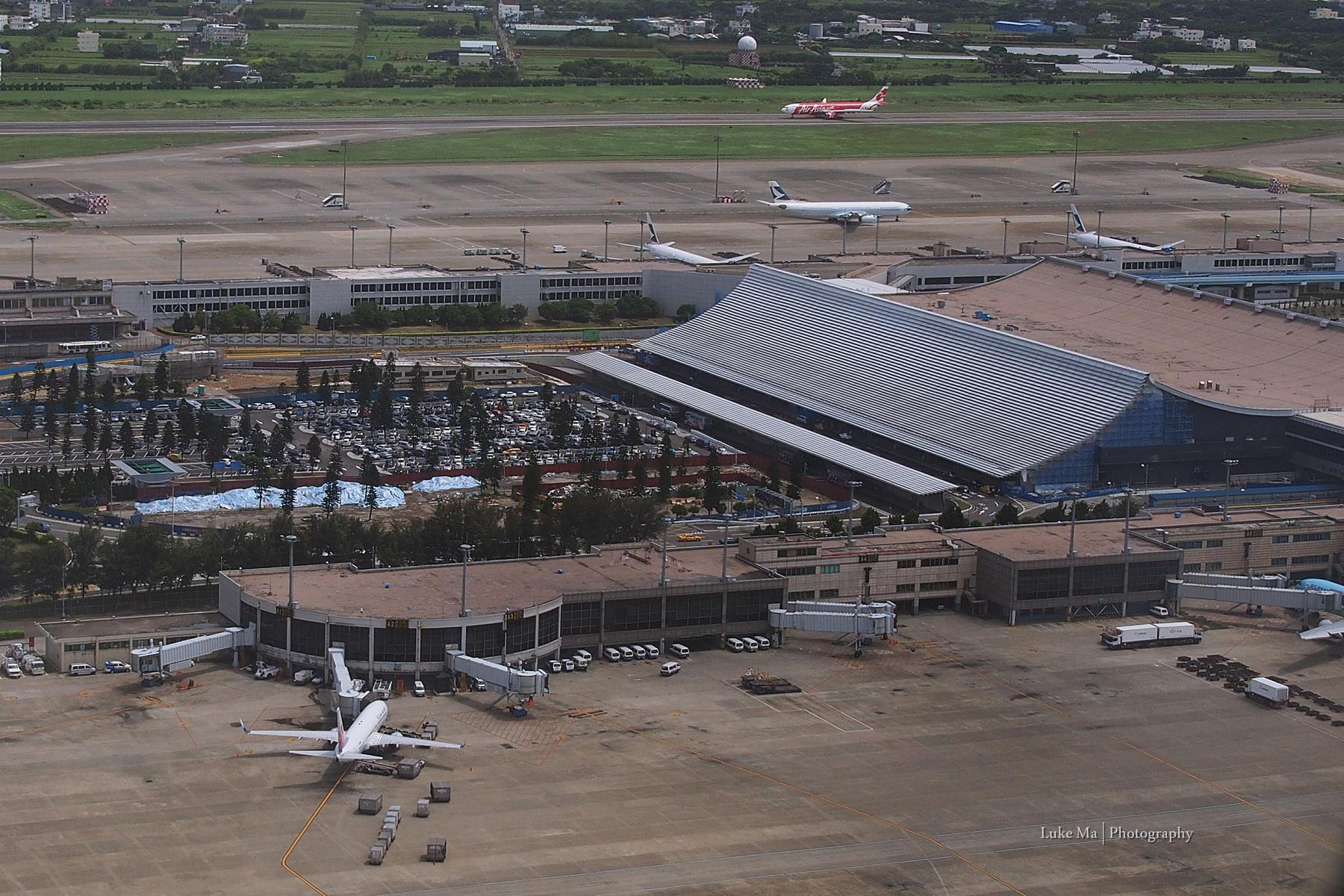
Aéroport international Taïwan-Taoyuan.

#### Aérien
Les principaux aéroports dans l'ordre décroissant d'activité sont l'aéroport international Taïwan-Taoyuan, situé à Taoyuan au nord-ouest de l'île, l'aéroport international de Kaohsiung situé au sud-ouest et l'aéroport de Taichung, situé au centre-ouest.
L'aéroport au nom indiqué en caractères gras indique qu'il dispose d'un service régulier avec des compagnies aériennes commerciales.
| Villes de Taïwan                              | OACI                             | IATA                             | Nom de l'aéroport                | Nom de l'aéroport en chinois     | Coordonnées                        |
| Aéroports internationaux majeurs              | Aéroports internationaux majeurs | Aéroports internationaux majeurs | Aéroports internationaux majeurs | Aéroports internationaux majeurs | Aéroports internationaux majeurs   |
| --------------------------------------------- | -------------------------------- | -------------------------------- | -------------------------------- | -------------------------------- | ---------------------------------- |
| Taoyuan                                       | RCTP                             | TPE                              | Taïwan-Taoyuan                   | 臺灣桃園國際機場 桃園機場        | 25° 04′ 35″ N, 121° 13′ 26″ E      |
| Taipei                                        | RCSS                             | TSA                              | Taïpei-Songshan                  | 臺北松山機場                     | 25° 04′ 10″ N, 121° 33′ 06″ E      |
| Kaohsiung                                     | RCKH                             | KHH                              | Kaohsiung                        | 高雄國際航空站                   | 22° 34′ 37″ N, 120° 21′ 00″ E      |
| Taichung                                      | RCMQ                             | RMQ                              | Taichung                         | 臺中清泉崗機場                   | 24° 15′ 52,8″ N, 120° 37′ 14,09″ E |
| Aéroports internationaux de taille inférieure |                                  |                                  |                                  |                                  |                                    |
| Tainan                                        | RCNN                             | TNN                              | Tainan                           | 臺南航空站                       | 22° 57′ 01″ N, 120° 12′ 20″ E      |
| Hualien                                       | RCYU                             | HUN                              | Hualien                          | 花蓮機場                         | 24° 01′ 23″ N, 121° 37′ 04″ E      |

#### Maritime
Entre Taïwan et les îles
- Port de Keelung - Port de Matsu
- Port de Kaohsiung - Port de Penghu
- Port de Budai (Chiayi) - Port de Penghu
- Port de Donggang (Pingtung) - Port de Liuqiu (Pingtung)
- Port de Fugang (Taitung) - Port de Lutao (Taitung)
- Port de Fugang (Taitung) - Port de Kaiyuan (Taitung)

Côte est

Réseau ferroviaire

- Port de Su'ao (Yilan) - Port de Hualien

Entre les îles Pescadores (Penghu)
Entre les îles Kinmen
- Port de Kinmen - Port de Lieyu (Kinmen)

Entre les îles Matsu
- Port de Nangan - Port de Beigan
- Port de Nangan - Port de Juguang
- Port de Dongju - Port de Xiju
- Port de Nangan - Port de Dongyin

Lignes maritimes entre Taïwan et Chine
- Port de Kinmen - Port de Xiamen
- Port de Kinmen - Port de Quanzhou
- Port de Matsu - Port de Fuzhou
- Port de Keelung - Port de Xiamen
- Port de Keelung - Port de Taizhou
- Port de Taipei - Port de Pingtan
- Port de Taichung - Port de Xiamen
- Port de Taichung - Port de Pingtan

#### Chemin de fer

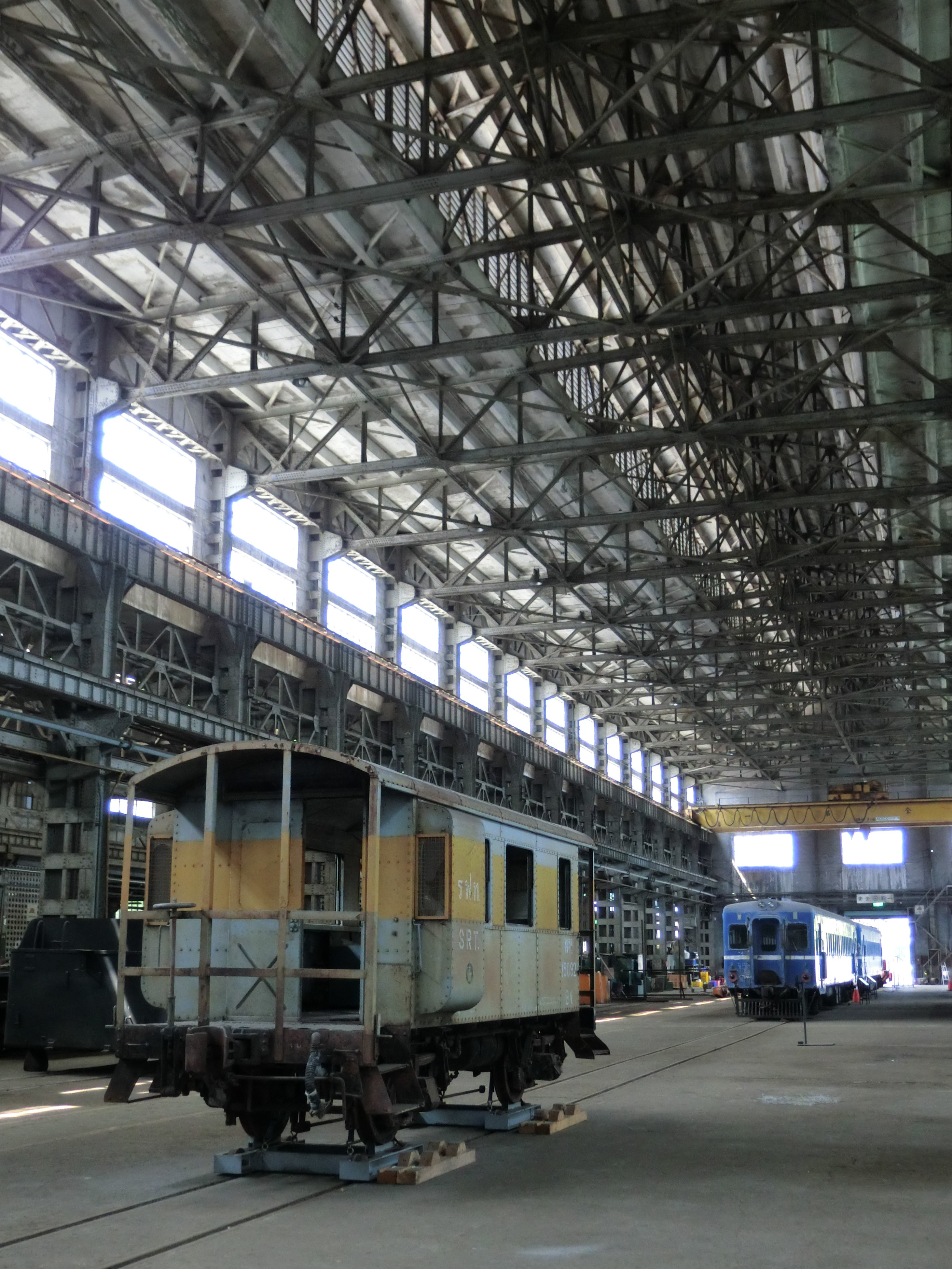
Ateliers des chemins de fer à Taïwan, septembre 2020.

Réseau routier.

Le réseau ferré (Taïwan Railways) fait le tour de l'île. Plusieurs bretelles partent de la branche ouest vers le centre de l’île.
La ligne à grande vitesse de Taïwan (en rouge sur la carte ferroviaire) relie également le Nord-Est au Sud-Ouest de l'île.
Il existe cinq réseaux de métro : le métro de Taipei, le métro de Kaohsiung, le métro de Taoyuan, le métro de Nouveau Taipei et le métro de Taichung. Le pays possède ainsi 277,9 km de voies et 236 stations. Plusieurs autres villes et comtés prévoient de développer des systèmes de métro ou de métro léger.

#### Routier
Un réseau d'autobus longue distance couvre l'ensemble de l'île. Le passage de l'Est à l'Ouest demande cependant un contournement par le Nord ou le Sud de l'île.
Les villes les plus importantes, telles que Taipei, Kaohsiung, Taichung, Tainan et Hualian, comportent également des réseaux d'autobus urbains.
L'ensemble de l'île est couvert principalement par un réseau de 9 routes nationales, ainsi que 98 routes provinciales, dont 16 autoroutes, en grande partie sur viaducs, sur la partie ouest.

## Environnement
Sur le plan des politiques environnementales et technologies vertes, Taïwan et la Flandre (Belgique) ont signé un protocole le 17 octobre 2017. Il a pour objet d'établir un partenariat, notamment sur l'économie circulaire, le nouveau paradigme agricole, les technologies propres. Afin de limiter la déforestation, les autorités ont interdit l'exploitation des forêts primaires restantes en 1989.

## Culture

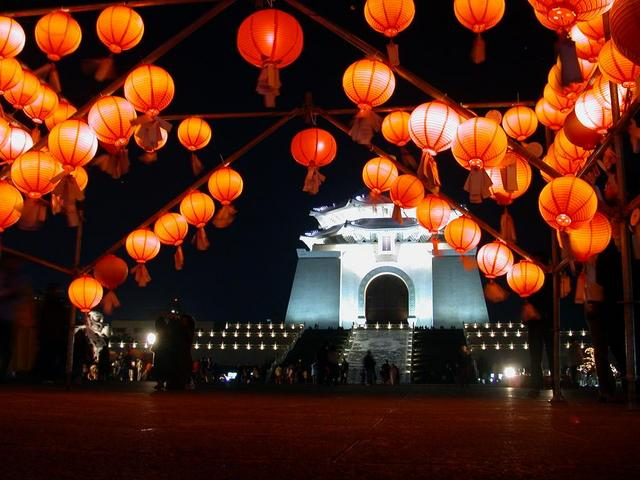
.

La culture taïwanaise (des 23 500 000 Taïwanais environ en 2018, et davantage en raison de la diaspora chinoise) est un mélange hybride de cultures confucianiste, Han chinoise, japonaise, européenne, américaine, et de celle des aborigènes taïwanais, souvent perçue de manière à la fois traditionnelle et moderne. L'expérience sociopolitique commune à Taïwan a consolidé peu à peu une identité et une conscience culturelle taïwanaise, qui ont été largement commentées à Taïwan,,.
- Liste d'inventions et découvertes de Taïwan (en)
- Liste de groupes ethniques aborigènes à Taïwan (en)

### Art

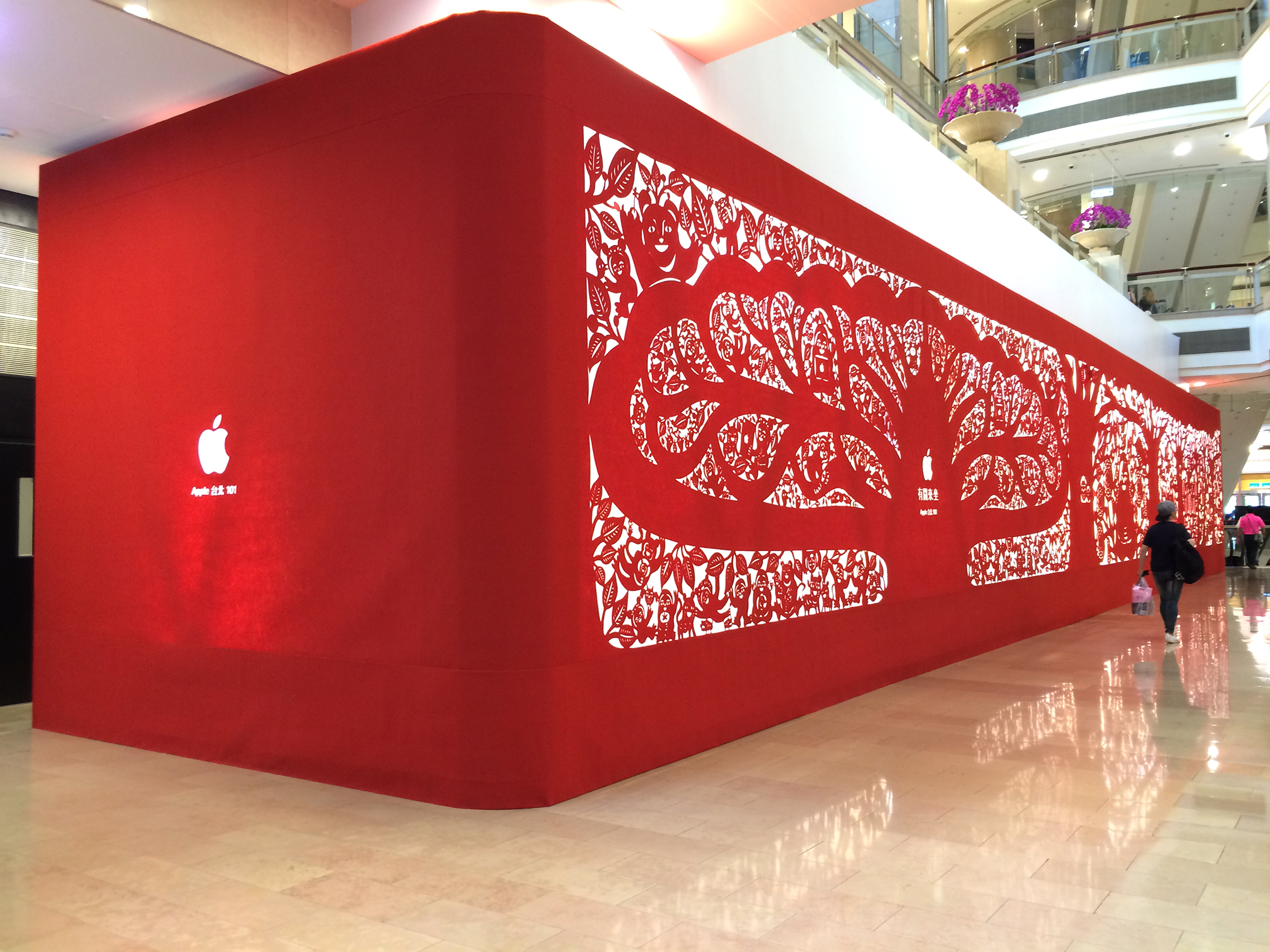
Œuvre de papier découpé par l'artiste Yang Shiyi, à l'ouverture de l'Apple Store Taipei 101.

Depuis que Taïwan a connu des pouvoirs politiques et des règles nationales différents, la société a progressivement développé un multiculturalisme, constituant la propre identité de Taïwan.
En plus de combiner les cultures traditionnelles et modernes, Taïwan intègre différentes cultures telles que le confucianisme Han et celles des aborigènes de Taïwan. La culture populaire traditionnelle reconnue aujourd'hui comprend les coutumes des aborigènes, ainsi que les arts populaires comme le papier découpé, les parapluies en papier huilé (en), les lanternes en papier, la sculpture sur bois et la broderie du peuple Han. Est également vivace la culture des fêtes et festivals telles que le Nouvel An lunaire, la fête des lanternes, la fête de Qing Ming et la fête de la récolte des Amis (voir aussi : Amis harvest festivals (en)) qui se sont progressivement formés en raison de la culture insulaire.
Après la levée de la loi martiale à Taïwan (en) en 1987, les activités artistiques et culturelles du pays sont entrées dans une phase de développement pluraliste avec l'ouverture de la société. Depuis 2000, le mouvement de localisation de Taïwan et les questions connexes sont devenus des sujets importants dans le discours culturel. L'interprétation et le contenu principaux concernent la culture chinoise, la culture aborigène et la culture taïwanaise. En plus des opéras traditionnels taïwanais et des spectacles de marionnettes qui ont été populaires à la télévision dans le passé, les arts du spectacle ont également vu des groupes de danse moderne comme le théâtre de danse Cloud Gate (en) de Lin Huaimin (en).

### Calendrier
Le système de calendrier officiel taïwanais prend 1912, date de la proclamation de la république de Chine, pour an 1. Pour convertir depuis le calendrier grégorien, il faut soustraire 1911. Ainsi, en 2011, pour Taïwan, c'est l'an 100 de la République.

### Littérature
La littérature de Taïwan comporte un certain nombre de traits spécifiques au sein du vaste ensemble de la littérature chinoise. Les principaux courants contemporains sont le mouvement moderniste et la littérature de terroir.

### Cinéma
Le cinéma taïwanais est un des quatre courants du cinéma sinophone, avec celui de la Chine continentale, de Hong Kong et de Singapour.
Festivals
- Golden Horse Film Festival and Awards
- Autres festivals : Kaohsiung Film Festival (en), festival du film de Taipei, Taiwan International Documentary Festival (en), Taiwan International Ethnographic Film Festival (en), festival international du film queer de Taïwan, Women Make Waves
- Broaden Media Academy (en) (BMA)
- Next Animation Studio (en)
- Taiwan Film Institute (en)

Films notables
- Tigre et Dragon d'Ang Lee
- Háijiǎo qīhào de Wei Te-sheng
- Monga de Doze Niu
- Au revoir Taipei d'Arvin Chen

### Gastronomie
Taïwan est connue pour sa nourriture de rue variée. Les marchés nocturnes contribuent à la culture et à l'identité du pays. Ils fonctionnent dans les zones urbaines ou suburbaines entre le coucher et le lever du soleil, c'est une activité populaire pour les locaux et les touristes. La plupart des marchés nocturnes occupent des trottoirs ou même des rues entières qui servent aux véhicules et piétons le jour, certaines échoppes sont dans les petites rues et ruelles latérales et ont des toits rétractables. À la base, les marchés fonctionnent tous les jours et proposent un mélange de stands individuels vendant des vêtements, des biens de consommation, du xiaochi (en) (similaire aux snacks ou fast-foods) et des boissons de spécialité. L'atmosphère est généralement bondée et bruyante avec des colporteurs criant et de la musique au rythme effréné diffusée par haut-parleurs. Les marchés de nuit taiwanais (en) ont évolué au fil des ans, passant de petits rassemblements locaux à des rues bruyantes bordées de vendeurs. Ces fournisseurs doivent respecter les réglementations imposées à leurs activités par le gouvernement.

## Sports

Drapeau olympique du Taipei chinois (Taïwan)

Le baseball est le sport national à Taïwan,. Le sport a été introduit par les Japonais, et la Ligue chinoise professionnelle de baseball a été créée en 1989.
Taïwan participe aux Jeux olympiques sous le nom de Taipei chinois (中華臺北) avec un drapeau et un hymne spécifiques.
Le 27 août 2004, aux Jeux olympiques d'été, Taïwan a obtenu ses deux premières médailles d'or en taekwondo.